# تور جهانی برای صلح
تور جهانی برای صلح یک تور اروپایی از مسابقات دوستانه بین‌المللی باشگاهی بود که توسط دو باشگاه فوتبال اوکراینی که لیگ فوتبال آنها به دلیل حمله روسیه به اوکراین در سال ۲۰۲۲ متوقف شد، سازماندهی شد. هدف از این تور جمع‌آوری کمک‌های مالی برای مردم اوکراین بود که تحت تأثیر تهاجم روسیه قرار گرفته بودند. تیم‌های اوکراینی شرکت‌کننده در این تور دینامو کی‌یف و شاختار دونتسک، دو تیم موفق لیگ برتر اوکراین، و همچنین تیم ملی فوتبال اوکراین بودند که برای آماده‌سازی برای بازی‌های مقدماتی جام جهانی در ژوئن ۲۰۲۲، بازی‌های دوستانه انجام دادند.
تور را می‌توان به دو مرحله تقسیم کرد. مرحله اول واکنشی به تهاجم روسیه، جمع‌آوری پول برای پناهجویان و نیاز به حفظ آمادگی بازیکنان تیم ملی اوکراین برای مسابقات مقدماتی جام جهانی ۲۰۲۲ بود. مرحله دوم بازی‌های دوستانه برای جمع‌آوری پول در حالی بود که تیم‌ها برای از سرگیری لیگ برتر اوکراین آماده می‌شدند.
تور دینامو کیف با نام "تور برای صلح در اوکراین" برگزار شد و هر مسابقه تحت یکی از عناوین زیر برگزار شد، "مسابقه برای صلح! جنگ را متوقف کنید!" و "دست در دست برای صلح"، در حالی که تور شاختار دونتسک با نام "تور جهانی شاختار برای صلح" برگزار شد.
در مجموع ۳۲ بازی در طول این تور در برابر ۳۰ باشگاه مختلف برگزار شد. باشگاه‌ها از ۱۶ کشور مختلف و دو قاره مختلف در این تور شرکت کردند، بیش از ۲۵۰,۰۰۰ هوادار در بازی‌ها شرکت کردند و بیش از ۱ میلیون یورو از کمک‌های تایید شده جمع‌آوری شد که مجموع آن احتمالاً بسیار بیشتر است زیرا ۱۵ باشگاه هنوز آمار جمع‌آوری کمک‌های مالی خود را منتشر نکرده‌اند.  بیش از ۱۰۰ گل در این بازی‌های دوستانه به ثمر رسید. این ۱۰۴ گل از ۷۲ بازیکن مختلف که از ۲۶ کشور مختلف و چهار قاره مختلف بودند به ثمر رسید. این تور شاهد طرفداران بسیاری از ملیت‌های مختلف بود که گرد هم آمدند تا حمایت خود را از اوکراین در پی حمله روسیه نشان دهند و اقدامات روسیه را محکوم کنند.

## سازماندهی تور
در ۲۴ فوریه ۲۰۲۲ نیروهای روسیه به اوکراین حمله کردند و در نتیجه تمام رویدادهای ورزشی در اوکراین متوقف شد. در روزهای آغازین جنگ، بازیکنان و اعضای کارکنان دینامو کی‌یف به مردم پایتخت کمک کردند تا از شهر و کشور فرار کنند و در عین حال به کسانی که در کی‌یف مانده بودند نیز کمک می‌کردند. دینامو کی‌یف به رئیس جمهور اوکراین، ولودیمیر زلنسکی، پیشنهاد کرد که پرسنل باشگاه می‌توانند اوکراین را ترک کنند و به یک تور در سراسر اروپا بروند و پیام صلح اوکراین را پخش کنند. زلنسکی با تور موافقت کرد و باشگاه، اوکراین را ترک کرد و در پایتخت رومانی، بخارست مستقر شد.
پس از پذیرفته شدن برنامه‌های دینامو برای یک تور، شاختار دونتسک که از سال ۲۰۱۴ به دلیل جنگ در دونباس از شهر خود آواره شده بود، به طور رسمی به زلنسکی درخواست داد تا تور خود را شروع کند و حق خروج از کشور در طول جنگ را داشته باشد. شاختار در ریوا، استانبول ترکیه مستقر شد.
هدف اصلی این تور کمک به جمع‌آوری پول برای بحران انسانی ناشی از حمله روسیه و حمایت از اوکراینی‌هایی بود که در اثر جنگ آواره شده‌اند. هدف ثانویه این تور همچنین کمک به بازیکنان تیم ملی اوکراین برای آماده شدن برای بازی‌های مقدماتی جام جهانی مقابل اسکاتلند و احتمالاً ولز بود، زیرا پس از لغو لیگ داخلی آنها در نتیجه حمله، نیمی از بازیکنان بین‌المللی از فرصت ماندن در شرایط مناسب محروم شدند.
این تور به طور کامل توسط یوفا، وزارت ورزش و جوانان اوکراین، وزارت فرهنگ و سیاست اطلاعات اوکراین، وزارت سیاست اجتماعی اوکراین و وزارت امور خارجه اوکراین حمایت می‌شد.

### دینامو و شاختار
دینامو و شاختار موفق‌ترین و پرطرفدارترین باشگاه‌های اوکراین در این کشور هستند. از زمان استقلال اوکراین در سال ۱۹۹۱، دینامو و شاختار مجموعاً ۲۹ عنوان از ۳۰ عنوان لیگ برتر اوکراین را به دست آورده اند (۱۶ عنوان برای دینامو، ۱۳ برای شاختار) که تاوریا سیمفروپول تنها باشگاه دیگری است که در سال ۱۹۹۲ (اولین فصل پس از استقلال اوکراین) قهرمان اوکراین شده است. این دو باشگاه همچنین بر جام حذفی اوکراین تسلط داشته‌اند و مجموعاً ۲۶ بار از ۳۰ بار (هر دو با ۱۳ عنوان) قهرمان این رقابت‌ها شده اند و هر دو تیم رکورد کاملی در سوپر جام اوکراین دارند و مجموعاً ۱۸ بار از ۱۸ بار قهرمان این رقابت‌ها شده‌اند (هر دو با ۹ برد).
با توجه به تسلط دو تیم در رقابت‌های داخلی خود، دینامو کی‌ف و شاختار دونتسک شناخته شده‌ترین باشگاه‌هایی هستند که در اوکراین بازی می‌کنند و هر دو باشگاه به طور منظم در رقابت‌های اروپایی شرکت می‌کنند. هر دو تیم اغلب دارای بازیکنان اصلی هستند که به نمایندگی از تیم ملی اوکراین دعوت می‌شوند.
دینامو برای این تور، سری بازی‌های خود را با نام "تور برای صلح در اوکراین" برگزار کرد. باشگاه همچنین هر بازی را با یکی از دو شعار "مسابقه برای صلح! جنگ را متوقف کنید!" که متداول ترین شعار بازی‌ها بود و "دست در دست برای صلح" که فقط در یک مسابقه استفاده شد، شروع کرد. همه بازی‌هایی که تحت عنوان "مسابقه برای صلح! جنگ را متوقف کنید!" انجام می‌شد، شعار یک کنسرت کوچک با خوانندگان اوکراینی در طول نیمه و بعد از بازی بود. "دست در دست برای صلح" تنها بازی دینامو است که تاکنون بدون کنسرت در طول این رویداد برگزار شده است.
تور شاختار با نام «تور جهانی شاختار برای صلح» برگزار شد. شاختار مانند پناهندگانی که این تور بیشتر برای آنها پول جمع آوری می‌کند، با شرایطی مواجه شدند که مجبور به ترک خانه خود شدند، زیرا از سال ۲۰۱۴ که نیروهای روسی به کریمه و منطقه دونباس حمله کردند (آغاز جنگ روسیه و اوکراین از سال ۲۰۱۴)، آنها نمی‌توانند در ورزشگاه خانگی خود (دونباس آرنا) بازی کنند. از سال ۲۰۱۴، شاختار بازی‌های خانگی خود را در ورزشگاه تسنترالنی در چرکاسی، اوبولون آرنا در کی‌یف، ورزشگاه چورنومورس در اودسا، اسلاووتیک آرنا در زاپوریژیا ، ورزشگاه بانیکوف در کی‌یف، لویو آرنا در لویو، ورزشگاه متالیست در خارکوف و ورزشگاه المپیسکی در کی‌یف انجام داده است. در اکثر بازی‌های تور شاختار، هر دو تیم بدون اسپانسر در جلوی پیراهن‌های خود به میدان رفته‌اند، در عوض پرچم اوکراین را با نوشته "جنگ را متوقف کنید!" را به جای اسپانسرها قرار دادند.

## تیم‌ها (دور اول)
بازی در مقابل
- دینامو
- شاختار
- اوکراین
- مسابقات متعدد، نقشه زیر را ببینید.

| تاریخ                       | تیم                 | کشور    | ورزشگاه                 | گنجایش |
| --------------------------- | ------------------- | ------- | ----------------------- | ------ |
| دینامو کی‌یف                 |                     |         |                         |        |
| "تور برای صلح در اوکراین"   |                     |         |                         |        |
| ۱۲ آوریل ۲۰۲۲               | لگیا ورشو           | لهستان  | ورزشگاه وویسکا پولسکیگو | ۳۱,۸۰۰ |
| ۱۴ آوریل ۲۰۲۲               | گالاتاسرای          | ترکیه   | ورزشگاه نف              | ۵۲,۲۸۰ |
| ۲۰ آوریل ۲۰۲۲               | کلوژ                | رومانی  | ورزشگاه کلوژ            | ۲۳,۵۰۰ |
| ۲۶ آوریل ۲۰۲۲               | بروسیا دورتموند     | آلمان   | ورزشگاه وستفالن         | ۸۱,۳۶۵ |
| ۲۸ آوریل ۲۰۲۲               | دینامو زاگرب        | کرواسی  | ورزشگاه ماکسیمیر        | ۲۵,۰۰۰ |
| ۴ مه ۲۰۲۲                   | بازل                | سوئیس   | ورزشگاه سنت یاکوب پارک  | ۳۸,۵۱۲ |
| ۱۳ مه ۲۰۲۲                  | فلورا               | استونی  | ورزشگاه آ. له کوک آرنا  | ۱۴,۳۳۶ |
| شاختار دونتسک               |                     |         |                         |        |
| "تور جهانی شاختار برای صلح" |                     |         |                         |        |
| ۹ آوریل ۲۰۲۲                | المپیاکوس           | یونان   | ورزشگاه کارایسکاکیس     | ۳۲,۱۱۵ |
| ۱۴ آوریل ۲۰۲۲               | لخیا گدانسک         | لهستان  | ورزشگاه پی‌جی‌ئی آرنا     | ۴۱,۶۲۰ |
| ۱۹ آوریل ۲۰۲۲               | فنرباغچه            | ترکیه   | ورزشگاه شکری سراج‌اوغلو  | ۵۰,۵۳۰ |
| ۲۵ آوریل ۲۰۲۲               | آنتالیااسپور        | ترکیه   | ورزشگاه آنتالیا         | ۳۲,۵۳۷ |
| ۱ مه ۲۰۲۲                   | هایدوک اسپلیت       | کرواسی  | ورزشگاه پولیود          | ۳۳,۹۸۷ |
| تیم ملی اوکراین             |                     |         |                         |        |
| ۱۱ مه ۲۰۲۲                  | بروسیا مونشن‌گلادباخ | آلمان   | ورزشگاه بروسیا پارک     | ۵۴,۰۵۷ |
| ۱۷ مه ۲۰۲۲                  | امپولی              | ایتالیا | ورزشگاه کارلو کاستلانی  | ۱۶,۲۸۴ |
| ۱۸ مه ۲۰۲۲                  | رییکا               | کرواسی  | ورزشگاه روژویکا         | ۸,۲۷۹  |

## تورهای دینامو و شاختار

### یونان
این تور در ۹ آوریل ۲۰۲۲ با بازی شاختار دونتسک در یونان مقابل المپیاکوس آغاز شد. این اولین باری بود که یک تیم حرفه‌ای از اوکراین پس از تهاجم نیروهای روسی یک بازی انجام می‌داد. این تیم‌ها به جای اسپانسر روی پیراهن‌های خود جمله «جنگ را متوقف کنید» پوشیدند و بازیکنان شاختار نام شهرها و شهرستان‌هایی را که به‌شدت توسط نیروهای روسی بمباران شده بود، به جای نام خانوادگی‌شان بر تن می‌کردند. با این حال، ورزشگاه شاهد حضور کم تماشاگران بود، تا حدی به دلیل برگزاری این رویداد در کوتاه مدت، و یکی دیگر از عوامل این بود که اولتراهای المپیاکوس به دلیل دوستی هواداران خود با تیم روسی اسپارتاک مسکو، نمی‌خواستند جنگ را محکوم کنند. آن دسته از هواداران المپیاکوس که در آن حضور داشتند، اسباب بازی‌هایی را روی صندلی‌های خالی گذاشتند تا به بچه‌های اوکراین اهدا شود. شاختار که از زمان هجوم تنها ۱ جلسه تمرین داشت و با از دست دادن تمامی بازیکنان خارجی خود دلیل هجوم، با نتیجه ۱–۰ شکست خورد.
مبلغ جمع‌آوری شده از بازی المپیاکوس ۳.۲₴ میلیون (۱۰۰ هزار یورو) بود.

### لهستان
تور دینامو کی‌یف در ۱۲ آوریل ۲۰۲۲ در پایتخت لهستان با بازی مقابل قهرمان لهستان، لگیا ورشو آغاز شد. این مسابقه با حضور بیش از ۲۰,۰۰۰ نفر برگزار شد، با این حال هواداران بخش زیلتا ورزشگاه به طور قابل توجهی غایب بودند، گروهی از هواداران لگیا اعلام کردند که پس از بحث و گفتگو با طرفداران دینامو، که احساس می‌کنند صاحبان آنها ایهور و هریوری زورکیس طرفدار روسیه هستند، تصمیم گرفتند در این مسابقه شرکت نکنند. قبل از بازی، بازیکنان هر دو تیم با پرچم اوکراین وارد زمین شدند، به همراه بنرهای بزرگ "جنگ را متوقف کنید" که در انتهای ورزشگاه نشان داده شده بود، و بنرهای "اکنون روسیه را متوقف کنید" نیز در اطراف زمین نشان داده شده بود. دینامو با اولین گل خود در تور از ویتالی بویالسکی پیروز شد. این مسابقه با یک کنسرت نیز همراه بود، با اجراهای قبل و بعد از بازی و همچنین در طول نیمه. تینا کارول، جولیا سانینا (از گروه هاردکیس)، کاترینا پاولنکو و دوروفیوا در این مسابقه، اجرا داشتند. با توجه به اینکه لهستان بیشتر از هر کشور دیگری پناهنده اوکراینی پذیرفت، بازی در ورشو شاهد حضور تعداد زیادی از اوکراینی‌ها بود که یا به دلیل تهاجم اولیه در سال ۲۰۱۴ آواره شده بودند و یا به دلیل حوادث اخیر در سال ۲۰۲۲ آواره شده بودند.
قبل از بازی لخیا گدانسک مقابل شاختار، ابتکاری توسط بنیاد گدانسک به عنوان بخشی از کمپین "گدانسک به اوکراین کمک می‌کند" به نام "بلیت برای صلح" راه‌اندازی شد. این ابتکار به این منظور ایجاد شد که مردم بتوانند به صورت آنلاین بلیط اهدا کنند تا یک پناهنده اوکراینی ساکن گدانسک بتواند به صورت رایگان در این بازی شرکت کند. لگیا لباس قرمز مخصوص این بازی را به ارمغان آورد و شاختار ترجیح داد لباس سوم سفید خود را برای بازی بپوشد. بازی ۲–۱ به سود شاختار در جریان بود که لخیا در دقیقه ۹۲ بازی را به تساوی کشاند. پس از گل تساوی لچیا، دیمیترو کدا، هوادار ۱۲ ساله شاختار که از محاصره ماریوپل فرار کرده و به لهستان گریخته بود، به عنوان بازیکن تعویضی وارد زمین شد و در دقیقه ۹۴ گل پیروزی شاختار را به ثمر رساند. دو گل اول در این تور برای شاختار هر دو از میخایلو مودریک به ثمر رسید و بازی بیش از ۱۲,۰۰۰ تماشاگر داشت کرد که دومین بازی پرتماشاگر لخیا در یک بازی خانگی در آن فصل بود.
کل مبلغ جمع‌آوری شده از بخش لهستانی تور ۹.۵₴ میلیون (۲۹۸ هزار یورو) بود. ۷₴ میلیون (۲۲۰ هزار یورو) از بازی لگیا و ۲.۵₴ میلیون (۷۸ هزار یورو) از بازی لخیا جمع‌آوری شد.

### ترکیه
تور ترکیه، که شامل دو بازی در استانبول بود، در ۱۴ آوریل ۲۰۲۲ آغاز شد. اولین بازی در ترکیه بین دینامو و گالاتاسرای بود. در این بازی، میرچئا لوچسکو، سرمربی دینامو، با تیمی روبرو شد که پیش از این از سال ۲۰۰۰ تا ۲۰۰۲ مدیریت کرده بود. لوچسکو علاوه بر گالاتاساری، مدیریت بشیکتاش و تیم ملی ترکیه را نیز بر عهده داشت و قبل از بازی تاکید کرد که "او به خوبی می‌داند که مردم ترکیه چقدر کمک‌کننده بوده‌اند.» و ابراز امیدواری کرد که بازی‌های ترکیه بتواند به جمع‌آوری بودجه مورد نیاز برای اوکراینی‌هایی که آواره شده‌اند کمک کند. جمعیت حاضر در گالاتاسرای تضاد با آنچه در بازی دینامو مقابل لگیا تجربه شد بود، جایی که تعداد زیادی از اوکراینی‌های حاضر در بازی باعث شد تا احساس شود که هر دو طرف به یک اندازه از آن حمایت می‌کنند. هواداران گالاتاسرای جو ترسناک‌تری را ایجاد کردند که در یک بازی باشگاهی اروپایی قابل انتظار بود. علیرغم حمایت پر سر و صدا از تیم میزبان، دینامو به راحتی بازی را با نتیجه ۳–۱ با گل‌های بوئیالسکی (۲ گل) و بسدین برد و در دومین بازی متوالی خود در تور پیروز شد.
دومین بازی این تور که در ترکیه برگزار شد، بازی فنرباغچه مقابل شاختار بود. این اولین بازی از دو بازی در پایتخت ترکیه برای شاختار بود که برای دور اول تور در استانبول مستقر شده بود. بازیکنان شاختار هنگام گرم کردن، تی‌شرت‌هایی پوشیدند که تصویر دختر ۴ ساله اوکراینی به نام آلیسا را نشان می‌داد که در حین محاصره در ماریوپل گیر افتاده بود و در زمان بازی ۵۵ روز را در زیر زمین در یک پناهگاه سپری کرده بود. بیش از ۱۱,۰۰۰ هوادار در این بازی شرکت کردند و شعارهای "اوکراین، اوکراین، اوکراین!" هواداران فنرباغچه و اوکراینی‌هایی که در طول بازی حضور داشتند شنیده می‌شد. علیرغم بازی خوب هردو تیم، فنرباغچه بازی را ۱–۰ با تنها گل نیمه اول انر والنسیا برد. پس از پایان بازی، در حالی که داستان آلیسا و پیراهن‌های پیش از بازی دوباره پررنگ شده بود، آندری پیاتوف، دروازه‌بان شاختار اظهار داشت که باید توجه بیشتری به این واقعیت داده شود که بیش از ۲۰۰ کودک اوکراینی قبلاً به دلیل اقدامات ارتش روسیه جان باخته‌اند و از ارتش روسیه خواسته بود تا جنگ تجاوزکارانه خود را متوقف کند.
دومین و سومین بازی شاختار که در ترکیه برگزار شد، بازی مقابل آنتالیااسپور بود. قبل از بازی بازیکنان شاختار بار دیگر پیراهن‌هایی به تن کردند که حاوی پیام جنگ بود. قبل از بازی با آنتالیااسپور، پیراهن‌های گرم کننده تعداد کودکانی را که از زمان شروع جنگ کشته شده بودند برجسته می‌کرد. دو تیم بازی را خوب آغاز کردند و هر کدام در یک ربع اول بازی به گل رسیدند. پس از مساوی شدن در نیمه اول، هر دو تیم تعداد زیادی تعویض انجام دادند و شاختار با یک گل دیرهنگام بازی را به پایان رساند. بازی مقابل فنرباغچه و آنتالیااسپور تنها بازی‌هایی بود که در این تور در آسیا برگزار شد.
کل مبلغ جمع‌آوری شده از بخش ترکیه ۵.۵₴ میلیون (۱۷۰ هزار یورو) بود. ۵₴ میلیون (۱۵۵ هزار یورو) از بازی فنرباغچه و ۵۰۰₴ هزار (۱۶ هزار یورو) از بازی آنتالیااسپور جمع‌آوری شد. پول جمع‌آوری‌شده از بازی گالاتاسرای با مبلغی که از بازی کلوژ نیز جمع‌آوری شده بود، اعلام شد، که هیچ کدام با مبالغ جمع‌آوری کمک که به صورت جداگانه منتشر می‌شوند مطابقت ندارد.

### رومانی
تور دیدار از رومانی برای بازی دینامو کی‌یف با استوا بخارست در ۲۰ آوریل ۲۰۲۲ بود. با این حال، دینامو در ۱۴ آوریل بازی برنامه ریزی شده با استوا بخارست را پس از اظهارنظرها و اتهامات مالک باشگاه، جیجی بکالی، در مورد ولودیمیر زلنسکی، گردان آزوف و نقش فرضی میلیاردرها در پیروزی انتخابات ریاست جمهوری زلنسکی لغو کرد. دینامو اظهار داشت که نظرات مالکان استوا بخارست غیرقابل قبول است، و در حالی که دینامو از تلاش‌های باشگاه برای کمک به سازماندهی امکانات تمرینی و ماندن تیم‌ها در رومانی قدردانی می‌کند، دینامو دیگر بازی دوستانه با باشگاه را امکان‌پذیر نمی‌داند. دینامو در همان بیانیه اعلام کرد که در تور رومانی، این باشگاه در ۲۰ آوریل با قهرمان رومانی، سی‌اف‌آر کلوژ روبرو خواهد شد.
قبل از بازی دینامو با کلوژ، اعلام شده بود که مانند بازی لگیا، این بازی نیز به عنوان یک کنسرت با آهنگ‌های قبل و بعد از بازی و همچنین در نیمه وقت شریک خواهد شد. ترکیب برای کنسرت شبیه به کنسرت در بازی لگیا بود (جولیا سانینا، کاترینا پاولنکو، و دوروفیوا همگی بازگشتند و تینا کارول با روسلانا جایگزین شد). در کنسرت قبل از مسابقه، ۲۰۰ پناهنده اوکراینی روی صحنه به همراه روسلانا در حالی که آهنگ خود را اجرا می‌کرد، روی صحنه رفتند. خود بازی شاهد موقعیت‌های زیادی برای هر دو طرف بود، با این حال هیچ یک از طرفین نتوانستند گلی بزنند و بازی ۰-۰ به پایان رسید، اولین تساوی در تور و اولین بار که یک بازی بدون گل در تور به پایان رسید.
همانطور که در بالا ذکر شد، مبلغ جمع‌آوری کمک‌های گالاتاسرای و کلوژ با هم اعلام شد. به طور مشترک، هر دو بازی ۱.۱₴ میلیون (۳۵ هزار یورو) جمع آوری کردند.

### آلمان
این تور برای هشتمین بازی خود وارد آلمان شد و چهارمین بازی دینامو در این تور برابر بروسیا دورتموند برگزار شد. بازی با بروسیا یکی از اولین بازی‌های این تور بود که برنامه برگزاری‌اش بود، که منجر به امکان برنامه‌ریزی بیشتر و تلاش‌های جمع‌آوری سرمایه برای این بازی شد. با توجه به بزرگی باشگاه، و دسترسی جهانی باشگاه، این بازی بزرگ‌ترین بازی بود که در این تور برگزار شد. شهردار کی‌یف، ویتالی کلیچکو از "بی‌وی‌بی و همه کسانی که این بازی را ممکن کردند" تشکر کرد. تلاش‌های جمع‌آوری سرمایه قبل از بازی انجام شد و بروسیا مچ‌بندهای آبی و زرد را فروخت و تمام عواید آن به امور خیریه اهدا شد. در مجموع بازی با بروسیا بیش از ۴۰۰,۰۰۰ یورو برای پناهندگان اوکراینی جمع‌آوری کرد، با احتمال اینکه مبلغ نهایی اهدایی بیشتر باشد. خود بازی با سرعت بالایی شروع شد. بروسیا بسیاری از بازیکنان تیم اصلی خود را در اختیار نداشت، اما همچنان نام‌های بزرگی مانند امره جان، مارکو رویس و ارلینگ هالند در آن حضور داشتند. پس از ۴ دقیقه با کمک هالند به جیمی بینو-گیتنز، آلمانی‌ها پیش افتادند. دینامو که بازی را با ۱۱ ملی پوش اوکراینی آغاز می‌کرد، پس از ۹ دقیقه با مساوی کردن نتیجه به سرعت به بازی برگشت. دینامو بازی را برگرداند و تنها دو دقیقه بعد از حریف پیش افتاد و این شانس را داشت که با یک پنالتی که در نهایت توسط دروازه‌بان دورتموند مهار شد، برتری خود را بیشتر کند. در حالی که هر دو تیم به حملات خود ادامه می‌دادند، دینامو سومین پیروزی خود را در این تور با پیروزی ۳–۲ مقابل غول‌های فوتبال آلمان به دست آورد.
مبلغ جمع آوری شده از بازی بروسیا ۱۲.۸₴ میلیون (۴۰۰ هزار یورو) بود.

### کرواسی
پس از بازی دینامو در آلمان، هر دو تیم به کرواسی سفر کردند، دینامو در ۲۸ آوریل ۲۰۲۲ با دینامو زاگرب بازی کرد و شاختار ۳ روز بعد در ۱ مه ۲۰۲۲ مقابل هایدوک اسپلیت بازی کرد.
قبل از بازی دینامو با همنام خود، دینامو زاگرب، باشگاه کرواسی اعلام کرد که یک پیراهن ویژه با تعداد محدود ۱۰۰۰ عددی عرضه خواهد کرد تا با تمام سود حاصل از تلاش‌های بشردوستانه‌ای که تور از آن حمایت می‌کند، به هواداران فروخته شود. با توجه به اینکه دینامو همچنان درگیر جنگ قهرمانی در لیگ داخلی خود بود، تیم زاگرب از بازیکنان تیم اصلی و همچنین بازیکنان تیم دینامو زاگرب ب تشکیل شده بود. دینامو کی‌یف بازی را قوی شروع کرد و دو گل در ۲۰ دقیقه ابتدایی به ثمر رساند، با این حال نیمه اول با گلزنی بالا بود و دینامو زاگرب در دقیقه ۳۸ بازی را به تساوی کشاند و نیمه اول با نتیجه ۲–۲ به پایان رسید. علیرغم شروع قدرتمند هر دو تیم، هیچ یک از طرفین نتوانستند در نیمه دوم گلی را به ثمر برسانند.
قبل از بازی شاختار با هایدوک اسپلیت، باشگاه کروات این فرصت را به کودکان اوکراینی که از اوکراین به شهر اسپلیت گریخته بودند، داد تا از امکانات باشگاه و همچنین بلیط بازی بازدید کنند. هایدوک همچنین اعلام کرد که پیراهن‌های پوشیده شده مسابقه قرار بود بعد از بازی به حراج گذاشته شود تا کمک مالی برای خیریه جمع آوری شود. شاختار با پیراهن‌هایی که روی آن نوشته شده بود «ماریوپل را نجات دهید» و «ما آزوستال هستیم» به زمین آمد که به محاصره طولانی مدت ماریوپل اشاره دارد که در زمان بازی ۶۶ روز طول کشیده بود. ویکتور کورنینکو با شرکت در دفاع ارضی منطقه پولتاوا برای اولین بار در این تور به تیم شاختار پیوست. هنگامی که بازی شروع شد، هایدوک با قدرت شروع کرد و در وقت استراحت ۱–۰ جلو افتاد و کمی بعد با نتیجه ۲–۰ پیش افتاد. شاختار در نهایت پس از گل پترو استاسیوک، یکی از معدود بازیکنان ماریوپل که با شاختار در این تور بازی می‌کرد، به تساوی رسید. پس از یک گل دیگر برای هر تیم، تیم‌ها بازی را با تساوی ۳–۳ به پایان رساندند.
کل مبلغ جمع‌آوری شده از بخش کرواسی تور ۳.۱₴ میلیون (۱۰۱ هزار یورو) بود. ۱.۱₴ میلیون (۳۵ هزار یورو) از بازی دینامو، و ۲ میلیون (۶۶ هزار یورو) از بازی هایدوک جمع آوری شد.

### سوئیس
قبل از بازی دینامو با بروسیا دورتموند اعلام شد که این باشگاه باید با تیم بازل سوئیس بازی کند. در حالی که این مسابقه شامل کنسرت معمولی بود که از مسابقات خیریه حمایت می‌کرد، بازی با بازل شاهد معرفی اولین خواننده غیر اوکراینی بود که در کنسرت‌ها شرکت کرد و باشی، خواننده سوئیسی بعد از نیمه اول مسابقه، آواز خواند. در حالی که همه بازی‌های قبلی بلیت‌های رایگان را فقط برای اوکراینی‌ها ارائه می‌کردند، برای این بازی همه بلیت‌ها رایگان بود و طرفداران حاضر، خودشان انتخاب می‌کردند که آیا می‌خواهند کمک کنند یا چقدر مایل به اهدا هستند. بازل همچنین در کنار یک سرآشپز ستاره‌دار، میشلین و ۱۰ سرآشپز محلی برای میزبانی یک شام خیریه قبل از بازی برای شرکت‌کنندگان آماده کرد.
همانطور که برای بازی‌های دینامو رایج شده بود، هر دو تیم با سرعتی سریع شروع کردند و بازل موقعیت‌های زیادی در اوایل بازی داشت. دینامو در دقیقه ۲۳ گل اول را به ثمر رساند و بازل درست قبل از نیمه اول گل تساوی را به ثمر رساند. بازل در نیمه دوم پیش افتاد و دینامو را تهدید کرد که احتمالاً اولین بازی خود در تور را از دست خواهد داد. دینامو در اواخر بازی پاسخ داد و در سه دقیقه دو گل به ثمر رساند تا بازی را برگرداند و برتری را تا سوت پایان حفظ کند و در ۶ بازی ابتدایی خود در تور بدون شکست باقی بماند.
کل مبلغ جمع‌آوری شده از بخش سوئیس این تور ۳₴ میلیون (۹۷ هزار یورو) بود.

### استونی
۱۱ بازیکن از تیم دینامو پس از بازی خود با بازل به تیم ملی اوکراین رفتند، در حالی که بازیکنان تیم دوم دینامو جای بازیکنان بین‌المللی خروجی را پر کردند. تیم دینامو قرار بود برای اولین بار در یکی از کشورهای اتحاد جماهیر شوروی سابق در این تور بازی کند، زمانی که اعلام شد این باشگاه در استونی مقابل فلورا تالین، رهبر فعلی لیگ برتر استونی، که ۱۳  بار قهرمان استونی شده بود. در مسابقه با فلورا بیشترین تعداد خوانندگان اوکراینی در کنسرت مسابقه شرکت کردند (۷ خواننده).
علیرغم اینکه تیم دینامو اکثر بازیکنان کلیدی خود را از دست داد، ثابت کرد که این مسابقه آسانی است، با برتری زودهنگام دینامو و کنترل بازی ۲–۰ در نیمه اول. فلورا در طول بازی چند تهدید ایجاد کرد، اما نتوانست به یک پیشرفت دست یابد. کیفیت دینامو با کسب پیروزی آسان ۳–۰ و بزرگترین برد تور، واضح بود.
کل مبلغ جمع‌آوری شده از بخش استونیایی تور ۵۶۹₴ هزار (۱۸ هزار یورو) بود.

## تور تیم ملی اوکراین
در اوایل آوریل اعلام شد که الکساندر پتراکوف، سرمربی تیم ملی اوکراین می‌خواهد یک اردوی تدارکاتی تدارک ببیند تا این تیم برای بازی مقدماتی جام جهانی مقابل اسکاتلند، بازی احتمالی مقدماتی جام جهانی با ولز در صورت برد بازی اول، و سه بازی لیگ ملت‌ها مقابل جمهوری ایرلند (۲ بار) و ارمنستان آماده باشد. به دلیل تعلیق لیگ فوتبال اوکراین و اینکه بسیاری از بازیکنان تیم ملی آمادگی لازم برای بازی‌های بین‌المللی را ندارند، این اردوی یک ماهه تدارکاتی برگزار شد. در حالی که شاختار موافقت کرد که تور خود را در طول مدت اردو و بازی‌های بین المللی متوقف کند، با این ایده از سوی هیئت مدیره دینامو و مدیر آنها میرچئا لوچسکو مخالفت‌هایی وجود داشت و او معتقد بود اگر بازیکنان دینامو به تور خود ادامه دهند و بعداً در طول اردوی تمرینی به تیم ملی ملحق شوند، تیم ملی بهتر خواهد بود. اما سرانجام هیئت مدیره دینامو تسلیم شدند و موافقت کردند که بازیکنان ملی‌پوش دینامو به تمرینات بروند و دینامو، تور با بازیکنان باقیمانده ادامه یابد.
اردوی تمرینی در مرکز ملی فوتبال در بردو، اسلوونی برگزار شد و بازیکنان شاختار پس از بازی با هایدوک اسپلیت و بازیکنان دینامو در ۴ مه پس از بازی مقابل بازل، به اردو پیوستند. با توجه به شروع اردو در حالی که اکثر لیگ‌های اروپایی در حال اتمام لیگ‌های داخلی خود بودند، ۲۵ بازیکنی که در اوایل ماه مه به اردو پیوستند، همگی بازیکنانی بودند که در لیگ اوکراین بازی کردند. ۲۵ بازیکن شامل ۱ بازیکن از فورسکلا پولتاوا و زوریا لوهانسک، ۳ بازیکن از دنیپرو-۱، ۹ بازیکن از شاختار دونتسک و ۱۱ بازیکن دینامو کی‌یف بودند.
تیم ملی اوکراین نیز بازی‌های خود را به عنوان بخشی از آمادگی‌سازی برای بازی آینده مقابل اسکاتلند برنامه ریزی کرد و مانند بازی های دینامو و شاختار، تمام عواید این بازی‌ها نیز صرف امور خیریه شد. اگرچه این بازی‌ها دوستانه بودند و تیم ملی اوکراین را درگیر می‌کردند، اما به دلیل اینکه این بازی‌ها به عنوان بازی دوستانه رسمی از سوی یوفا تایید نشده بود، هیچ بازیکنی که نماینده اوکراین در این تور بود، بازی رسمی دریافت نکرد. اولین بازی اوکراین قرار بود در ۱۱ مه برگزار شود و در مقابل باشگاه آلمانی بروسیا مونشن‌گلادباخ بازی کند. یک روز قبل از بازی دوستانه اوکراین با مونشن‌گلادباخ، آنها دومین بازی دوستانه خود را به میزبانی باشگاه کروات رییکا اعلام کردند. این بدان معناست که کرواسی اولین کشوری بود که میزبان بازی‌های خیریه دینامو، شاختار و تیم ملی شد. در روز اولین بازی خود، اوکراین همچنین یک بازی دوستانه با تیم ایتالیایی امپولی را اعلام کرد که یک روز قبل از بازی آنها با رییکا برگزار می‌شود.
در ۱۳ مه، پتراکوف فهرستی را منتشر کرد که در آن اسامی بازیکنان اوکراینی که در لیگ‌های بین‌المللی بازی می‌کنند و به کمپ تمرینی می‌پیوندند را اعلام کرد. بسته به اینکه تیم‌های آنها چه زمانی لیگ‌های داخلی خود را به پایان رساندند، زمان پیوستن بازیکنان به اردو را تعیین می‌شد. اولین کسانی که به این تیم پیوستند رومن یارمچوک (بنفیکا)، دنیلو سیکن (هانسا روستوک)، تاراس کاچاربا (اسلاویا پراگ) و الکساندر زوبکوف (فرنتس‌واروش) بودند که همگی در ۱۶ مه به این تیم پیوستند و برای بازی مقابل امپولی و رییکا در دسترس بودند. به دلیل اینکه برخی لیگ‌ها دیرتر از بقیه به پایان می‌رسند، ویتالی میکولنکو (اورتون)، ادوارد سبل (کلوب بروژ)، آندری یارمولنکو (وستهام یونایتد)، الکساندر زینچنکو (منچستر سیتی) و روسلان مالینووسکی (آتالانتا) نتوانستند تا قبل از ۲۳ مه به تیم ملی ملحق شوند. آخرین بازیکن دعوت شده، آندری لونین (رئال مادرید)، به دلیل حضور رئال مادرید در فینال لیگ قهرمانان تا بعد از ۲۸ مه نتوانست به تیم ملحق شود و امکان حضور برای اوکراین در بازی‌های خیریه خود را نداشت.

### آلمان
اولین بازی اوکراین پس از حمله روسیه با بروسیا مونشن‌گلادباخ بود. با توجه به اینکه این تیم فقط از بازیکنان لیگ اوکراین تشکیل شده بود، بسیاری از بازیکنان اولین بازی خود را برای تیم ملی نداشت. هر دو تیم در طول بازی رقابتی بودند، با گل‌های زودهنگام هر دو طرف، نتیجه بعد از ۱۵ دقیقه ۱–۱ شد. موقعیت‌ها برای هر دو طرف ادامه داشت. تا اواخر بازی و پس از اینکه تیم‌ها خسته‌تر شدند و تغییرات تیمی انجام شد، اوکراین به هدفی که برای پیروزی در بازی نیاز داشت، رسید. اوکراین گل دوم خود را در دقیقه ۸۲ به ثمر رساند تا پیروزی را برای میهمان تضمین کند. هر دو گلزن اوکراین، میخایلو مودریک و الکساندر پیخالیونوک، برای اولین بار در تیم ملی اوکراین حضور پیدا کردند.

### ایتالیا
تیم اوکراین با بازیکنان دیگری تقویت شد که فصل‌های باشگاهی آنها پس از بازی ملی با بروسیا به پایان رسیده بود. از بازی با امپولی قرار بود بازی‌های پشت سر هم که توسط اوکراین برگزار می‌شد آغاز شود و تیم ملی در دو روز، دو بازی انجام دهد. امپولی قدرتمندتر آغاز کرد، اما این اوکراین بود که اولین گل را به ثمر رساند و رومن یارمچوک بازیکن باتجربه بین‌المللی در دقیقه ۲۶ دروازه را باز کرد. بعد از گل امپولی و به تساوی کشیدن بازی، نیمه اول به اتمام رسید. اوکراین در اوایل نیمه دوم گلزنی کرد و اولکساندر کاراوایف اولین گل خود را برای اوکراین به ثمر رساند و اولکساندر پیخالیونوک گل سوم را دقایقی بعد به ثمر رساند. اگرچه هر دو تیم به موقعیت‌های خود ادامه می‌دادند، اما هیچ یک از طرفین نتوانستند در اواخر مسابقه دروازه را باز کنند.

### کرواسی
ملی پوشان برای دومین بازی خود به کرواسی رفتند که این بار با میزبانی تیم اوکراینی به عهده رییکا بود. کل یازده بازیکنان ابتدایی برای این بازی تغییر کرد و فرصتی برای حداکثر آمادگی برای مسابقه برای هر یک از بازیکنان تیم فراهم شد. اوکراین قوی‌تر از تیم میزبان شروع کرد و گل ابتدایی خود را از روی یک ضربه منحرف به ثمر رساند که دروازه‌بان هیچ شانسی برای نجات آن نداشت. رییکا پس از دریافت گل، حملات هجومی بیشتری انجام داد و قبل از نیمه دوم، بازی را به تساوی کشاند. اوکراین در اوایل نیمه دوم به گل رسید، اما گل آفساید اعلام شد. بازی در ادامه بازی کم‌هیجان شد و بدون گل به پایان رسید. پس از سه بازی در کرواسی، هر یک از تیم‌های اوکراینی ثابت کردند که در هیچ یک از بازی‌های خود برنده نیستند و هر بازی با تساوی به پایان رسید.

### آماده‌سازی نهایی دور مقدماتی
اوکراین سعی کرد بازی‌های دوستانه را برای روزهای ۲۲، ۲۳ یا ۲۶ مه برگزار کند، اما به دلایل مختلف هیچ یک از پیشنهادات به یک مسابقه واقعی تبدیل نشد. اوکراین پیشنهادهایی برای بازی مقابل جمهوری دموکراتیک کنگو داشت، با این حال تیم ملی کنگو به دلایل نامعلومی کنار رفت. گزینه بعدی لیتوانی بود، اما اوکراین نمی‌خواست با بازی در چمن مصنوعی، خطر آسیب‌دیدگی بازیکنان را تهدید کند. گزینه بعدی دو تیم از سگوندا دیویسیون اسپانیا بودند، اما هوا گرم و فاصله زیاد بود. گزینه بعدی مالت بود، اما بازی در ۲۸ یا ۲۹ مه برگزار می‌شد و زمان کمی برای ریکاوری برای بازی با اسکاتلند داشتند. گزینه آخر ونزوئلا بود. اما ونزوئلا نتوانست شرایط مورد نظر اوکراین را در یک بازی دوستانه برآورده کند. بنابراین اوکراین تصمیم گرفت در پایگاه تمرینی خود در اسلوونی بماند و مسابقات بین تیمی را برای پایان آماده‌سازی خود برگزار کند. با وجود تلاش اولیه برای سازماندهی چهار یا پنج مسابقه خیریه، اوکراین تور خود را با سه بازی به پایان رساند.

### مقدماتی جام جهانی و لیگ ملت‌های اروپا
همانطور که قبلاً گفته شد، با لغو لیگ اوکراین و تاخیر در بازی مقدماتی با اسکاتلند از ۲۴ مارس تا ۱ ژوئن، هر دو به دلیل حمله روسیه به اوکراین، بخشی از هدف تور اطمینان از آمادگی بازیکنان اوکراینی برای آمادگی کافی بود. رقابتی برای مسابقات مقدماتی آماده‌سازی تور نشان داد که مهم بوده است زیرا یازده بازیکن ابتدایی برای بازی مقابل اسکاتلند دارای ۷ بازیکن از دینامو و شاختار بودند. تیم به طور کلی قوی شروع کرد و در تمام مدت خطرناک بود، با این حال آنها برای به ثمر رساندن گل‌های خود به بازیکنانی که در خارج از کشور بازی می‌کردند تکیه کردند و ۲ گل اول اوکراین از یارمولنکو (در لیگ برتر انگلیس) و یارمچوک (در لیگ برتر پرتغال). با وجود گل دیرهنگام اسکاتلند، اوکراین پیروزی قانع کننده ۳–۱ را بدست آورد و به دیدار نهایی مقدماتی در ۵ ژوئن برابر ولز رفت. علیرغم اینکه اوکراین در بازی با ولز عملکرد قوی داشت و در طول بازی صاحب توپ و شوت‌های بیشتری بود، اما ثابت شد که این بازی برای اوکراینی‌ها بسیار زیاد است. ولز پس از گل به خودی به دلیل ضربه آزاد گرت بیل به جام جهانی صعود کرد و بازی با نتیجه ۱–۰ به نفع ولز به پایان رسید.
اوکراین همچنین در لیگ ملت‌های اروپا عملکرد خوبی داشت و در دو بازی ابتدایی خود مقابل ایرلند و ارمنستان پیروز شد و در سومین بازی خود با ایرلند به تساوی رسید. اوکراین در میانه‌های مسابقات در صدر گروه خود قرار گرفت. در پنج بازی رقابتی اوکراین، آنها سه برد، یک تساوی و یک باخت داشتند.

## توقف تور
پس از پایان بازی‌های تیم ملی اوکراین، هدف از جمع‌آوری پول و تامین بازیکنان تیم ملی که قادر به رقابت بودند، تکمیل شد. در حالی که بازیکنان دینامو کی‌یف و شاختار دونتسک در جریان بازی‌های بین‌المللی به استراحت پرداخته بودند، بازیکنان تیم ملی قبل از شروع فصل نیاز به استراحت داشتند، مخصوصاً بازیکنانی که در لیگ‌های خارجی بازی می‌کردند زیرا قرار بود از سرگیری بیشتر لیگ‌ها زودتر شروع شود (به دلیل برگزاری جام جهانی فوتبال ۲۰۲۲ در زمستان به جای زمان معمول آن در تابستان).
در ۲۷ مه، نمایندگان اتحادیه فوتبال اوکراین و هر یک از ۱۶ باشگاهی که قبل از لغو فصل ۲۰۲۱–۲۲ در لیگ برتر بازی می‌کردند، همه به اتفاق آرا به شروع مجدد لیگ برتر در ماه اوت رای دادند. با اعلام این که لیگ اوکراین قرار است از سر گرفته شود و باشگاه‌های اوکراینی در رقابت‌های اروپایی شرکت کنند، نیاز به یک پیش‌فصل عادی با توانایی تیم‌ها و بازیکنان برای آماده‌سازی مسابقات و رقابت‌پذیر بودن مسابقات مهم بود، به خصوص که هیچ تیم باشگاهی اوکراینی از دسامبر ۲۰۲۱ یک مسابقه رقابتی انجام نداده بود.

## تیم‌ها (دور دوم)
نکات
- بازی مقابل دینامو
- مکان بازی دینامو (نکته ۱)
- بازی مقابل شاختار
- مکان بازی شاختار (نکته ۲)
- مسابقات متعدد در این مکان‌ها. نقشه‌های زیر را ببینید.

نکته ۱: وقتی نشانگر بنفش است، شهری را مشخص می‌کند که دینامو در آن بازی کرده است و با مکان حریفی که در آنجا بازی می‌کردند متفاوت است (مثلاً دینامو با لیون در بورگوآن-ژلیو بازی کرد).
| دینامو کی‌یف                           |                     |               |                                 |        |
| "مسابقه برای صلح! جنگ را متوقف کنید!" |                     |               |                                 |        |
| ۲۶ ژوئن ۲۰۲۶                          | ایوردون اسپورت      | سوئیس         | ورزشگاه مونیسیپال               | ۶,۶۰۰  |
| ۲۹ ژوئن ۲۰۲۲                          | لوزان اسپورت        | سوئیس         | ورزشگاه تویلیره                 | ۱۲,۵۴۴ |
| ۲ ژوئیه ۲۰۲۲                          | سیون                | سوئیس         | ورزشگاه توربیلون                | ۱۴,۲۸۳ |
| ۵ ژوئیه ۲۰۲۲                          | یانگ بویز           | سوئیس         | ورزشگاه سوئیس                   | ۳۲,۰۰۰ |
| ۹ ژوئیه ۲۰۲۲                          | لوتسرن              | سوئیس         | ورزشگاه سوئیسپورارینا           | ۱۷,۰۰۰ |
| ۱۲ ژوئیه ۲۰۲۲                         | المپیک لیون (۲ بار) | فرانسه        | ورزشگاه پارک المپیک لیون        | ۵۶,۱۸۶ |
| ۱۵ زوئیه ۲۰۲۲                         | رویال آنتورپ        | بلژیک         | ورزشگاه بوسیل                   | ۱۶,۱۴۴ |
| ۲۹ ژوئیه ۲۰۲۲                         | اورتون              | انگلستان      | ورزشگاه گودیسون پارک            | ۳۹,۴۱۴ |
| شاختار دونتسک                         |                     |               |                                 |        |
| "تور جهانی شاختار برای صلح"           |                     |               |                                 |        |
| ۲۲ ژوئیه ۲۰۲۲                         | فورتونا سیتارد      | هلند          | ورزشگاه فورتونا سیتارد          | ۱۲,۵۰۰ |
| ۲۶ ژوئیه ۲۰۲۲                         | آژاکس               | هلند          | ورزشگاه یوهان کرایف آرنا        | ۵۶,۱۲۰ |
| ۳۰ ژوئیه ۲۰۲۲                         | اوترخت              | هلند          | ورزشگاه خوخنوارت                | ۲۳,۷۵۰ |
| ۷ اوت ۲۰۲۲                            | رم                  | ایتالیا       | ورزشگاه المپیک رم               | ۷۰,۶۳۴ |
| ۱۰ اوت ۲۰۲۲                           | العداله             | عربستان سعودی | ورزشگاه شاهزاده عبدالله بن جلوی | ۲۶,۰۰۰ |
| ۱۰ اوت ۲۰۲۲                           | دمژاله              | اسلوونی       | پارک ورزشی دمژاله               | ۳,۱۰۰  |
| ۱۵ اوت ۲۰۲۲                           | الفتح (۲ بار)       | عربستان سعودی | ورزشگاه شاهزاده عبدالله بن جلوی | ۲۶,۰۰۰ |

نکات
1. ↑  ورزشگاه توربیلون ورزشگاه فوتبال باشگاه سیون است، اما ورزشگاه مورد استفاده برای بازی با دینامو، ورزشگاه مورد استفاده باشگاه ساویسی و تیم زیر ۲۱ سال سیون، استاد سنت ژرمن، ساویسی (ظرفیت: ۱۱۰۰ نفر) است.
2. ↑  ورزشگاه وانکدورف ورزشگاه فوتبال باشگاه یانگ بویز است، اما ورزشگاه مورد استفاده برای بازی با دینامو، ورزشگاه مورد استفاده باشگاه فوتبال فریبورگ، ورزشگاه یونیورسیتیر سنت-لئونارد، فریبورگ است (ظرفیت: ۹۰۰۰).
3. ↑  پارک المپیک لیون ورزشگاه فوتبال المپیک لیون است، اما ورزشگاه مورد استفاده برای هر دو بازی با دینامو، ورزشگاه مورد استفاده باشگاه فوتبال بورگوآن-ژلیو، ورزشگاه پیر راجون، بورگوآن-ژلیو (ظرفیت: ۹,۴۴۱)
4. 1 2  ورزشگاه شاهزاده عبدالله بن جلوی ورزشگاه فوتبال العداله و الفتح است، اما ورزشگاهی که برای بازی آنها با شاختار استفاده می‌شود مرکز ملی فوتبال بردو، اسلوونی است.

## پیش‌زمینه تور دوم
اگرچه لیگ برتر اوکراین برای فصل ۲۰۲۱–۲۲ لغو شده بود، اما اوکراین هنوز ۵ سهمیه خود را برای رقابت در رقابت‌های باشگاهی اروپا در اختیار داشت. از آنجایی که لیگ نتوانست به پایان برسد و جدول رده بندی نهایی وجود نداشت، اتحادیه فوتبال اوکراین تصمیم گرفت که تیم‌هایی که در زمان توقف فصل در ۵ تیم برتر حضور داشتند و بعداً لغو شدند. پنج تیم برتر بر اساس جدول رده بندی خود در لیگ عبارت بودند از: ۱. شاختار دونتسک، ۲. دینامو کی‌یف، ۳. دنیپرو-۱، ۴. زوریا لوهانسک، و ۵. فورسکلا پولتاوا. دینامو کی‌یف و شاختار دونتسک قرار بود به لیگ قهرمانان اروپا صعود کنند و شاختار مستقیماً به مرحله گروهی صعود کند و دینامو به مرحله مقدماتی دوم راه یابد. دنیپرو-۱ قرار بود در لیگ اروپا بازی کند و در مرحله پلی آف شرکت کند، در حالی که زوریا لوهانسک و فورسکلا پولتاوا در لیگ کنفرانس اروپا بازی می‌کردند: زوریا در مرحله مقدماتی سوم و فورسکلا در مرحله مقدماتی دوم.
اولین دیدارهای ۴ تیمی که باید به مسابقات اروپایی راه می‌یافتند عبارت بودند از: دینامو کی‌یف برابر فنرباغچه، دنیپرو-۱ برابر لارنکا. زوریا لوهانسک برابر یونیورسیتاتئا کرایووا و فورسکلا پولتاوا برابر ای‌آی‌کی. پس از اعلام قرعه کشی، فورسکلا به یوفا پیشنهاد داد تا هر دو بازی را در استکهلم، سوئد برگزار شود و ای‌آی‌کی در ورزشگاه معمولی خود، فرندز آرنا، و فورسکلا در تله۲ آرنا بازی کند.
دینامو اولین باشگاهی بود که با توجه به تاریخ‌های متفاوت شروع فصل خود، اعلام کرد که ۸ بازی بین ۲۶ ژوئن و ۱۲ ژوئیه برگزار می‌شود. شاختار اولین بازی خود از مرحله دوم این تور را در تاریخ ۲۶ ژوئیه اعلام کرد.

### تورهای دنیپرو، زوریا و فورسکلا
سه تیم دیگر اوکراین نیز به تورهای پیش فصل برای رقابت‌های اروپایی مربوطه خود رفتند. دنیپرو در اسلوونی مستقر شد و با تیم لیگ پایین‌تر اسلوونی، کاردا (برد ۱۴–۰)، آریس لیماسول قبرسی (باخت ۲–۴)، تیم اسرائیلی بیتار اورشلیم (تساوی، ۱–۱)، النصر عربستان سعودی (تساوی ۰–۰)، تیم لیگ پایین‌تر کرواتی پولیت سنت مارتین نا مورا (برد ۲–۰)، تیم دسته دومی اسلوونی بلتینچی (برد ۳–۰)، تیم اماراتی الشارجه (تساوی ۱–۱) و تیم کرواسی واراژدین (تساوی ۳–۳).
زوریا و فورسکلا هر دو در لهستان مستقر شدند. زوریا با تیم‌های لهستانی لگیا ورشو (باخت ۲–۱)، لگیونویا لگیونووو (برد، ۴–۱)، کورونا کیلتس (برد ۴–۱) و ویسلا پلوک (برد ۳–۲) بازی کرد. زوریا سپس با تیم اوکراینی پولیشه ژیتومیر (برنده ۵–۳) بازی کرد. زوریا با بازی مقابل بلونیاکا بلونی و هاتنیک ورشو به بازی مقابل تیم‌های لهستانی بازگشت، جایی که زوریا در یک بازی ۹۰ دقیقه‌ای به مدت ۴۵ دقیقه با هر تیم بازی کرد (برد ۳–۱ و ۴–۰، مجموعا ۷–۱). زوریا سپس قبل از پایان آماده سازی پیش فصل خود مقابل راشن (برد ۱۰–۰) قرار گرفت. تور فورسکلا شاهد بازی آنها با گورنیک زابژه (باخت ۲–۱) و دو بازی برابر رادومیاک رادوم (باخت ۲–۱ و برد ۲–۱) بود. پس از حذف شدن از لیگ کنفرانس اروپا، فورسکلا به اوکراین بازگشت تا برای شروع لیگ برتر اوکراین آماده شود، جایی که آنها در مقابل کریوباس کریفیی ریه بازی کردند (برد ۳–۲).
اگرچه این سه تیم به تورهای خارج از اوکراین رفته‌اند، اما بازی‌های انجام شده با هدف جمع‌آوری پول برای امور خیریه نبوده و در نتیجه بخشی از تور صلح نیست.

## تور دینامو
فصل دینامو قرار بود در ۲۰ ژوئیه با بازی آنها مقابل فنرباغچه آغاز شود، یعنی شروع زودهنگام آماده‌سازی پیش فصل آنها. این تیم به اوکراین و به مجموعه تمرینی خود در کی‌‌یف بازگشته بود تا آماده‌سازی فصل خود را در مرکز تمرین دینامو آغاز کند. باشگاه برای مدت طولانی در مجموعه تمرینی خانگی خود نماند، زیرا تنها پنج روز را در کی‌یف گذراند، به مدت دو روز به بخارست، رومانی رفت و سرانجام به سوئیس رفت.

### سوئیس
مرحله دوم این تور با دینامو کی‌یف در سوئیس آغاز شد. قبل از اولین بازی تور که دینامو دوباره شروع کرد، این تیم اعلام کرده بود که تور سوئیس خود را در برابر ایوردون اسپورت آغاز خواهد کرد و همچنین با لوزان-اسپورت، سیون، یانگ بویز و لوتسرن بازی خواهد کرد.
تور دینامو در سوئیس مقابل دو تیم دسته دومی ایوردون اسپورت و لوزان-اسپورت آغاز شد. بازی مقابل ایوردون ۳۹ روز پس از آخرین بازی دینامو در این تور و ۳۶ روز از زمان استراحت تور بود. مسابقه به سبک معمولی دینامو، با شروعی سریع و گلی زودهنگام آغاز شد. دینامو پس از شروع مطمئن خود با مشکل مواجه شد و ایوردون در پایان نیمه اول موقعیت‌های بهتری داشت، اما نتوانست گل تساوی را بزند. ایوردون دوباره تیم بهتری در نیمه دوم بود و در نهایت در اواسط نیمه، قبل از کاهش سرعت بازی به تساوی ۱–۱ رسید.
در بازی مقابل لوزان، بازیکنان دینامو پس از اصابت موشک به یک مرکز خرید در شهر کرمنچوک که حداقل ۲۰ کشته برجای گذاشت، تی‌شرت‌هایی به تن داشتند که روی آن نوشته شده بود "برای کرمنچوک دعا کنید". خود بازی شاهد گلزنی لوزان تنها پس از ۵ دقیقه بود. دینامو سپس وارد بازی شد، قوی‌تر شد و حملات متعددی داشت، اما نتوانست از موقعیت های خود استفاده کند. تری کویل، بازیکن لوزان، دو گل به ثمر رساند، و از شانس خود برای زدن اولین هت‌تریک تور، استفاده نکرد. تعداد بالای فرصت‌های از دست رفته دینامو باعث شد که لوزان یک برد ۲–۰ را تضمین کند و اولین شکست دینامو از زمان آغاز تور خیریه را به همراه داشته باشد.
پس از بازی‌های مقابل ایوردون اسپورت و لوزان-اسپورت، حریفان بعدی دینامو در سوئیس همگی از سوپر لیگ سوئیس، دسته برتر سوئیس آمدند. اولین مورد آن برابر سیون بود. در طول بازی، سیون در حملات تهاجمی مشکل داشت زیرا یکی از بازیکنان کلیدی خود را در پنجره نقل و انتقالات از دست داد. ولادیسلاو وانات برای دینامو در نیمه اول دروازه را باز کرد و ششمین گل خود را در این تور به ثمر رساند و با ۳ گل از بازیکن بعدی فاصله گرفت. با این حال، بازی در نیمه دوم بدون ارائه حمله از هیچ یک از طرفین به پایان رسید و بازی ۱–۰ به سود دینامو شد.
حریف بعدی دینامو در سوپر لیگ سوئیس، یانگ بویز بود. مسابقه با سرعت کمتری نسبت به معمول شروع شد و هر دو طرف برای ایجاد موقعیت‌های گل به جز ضربات ایستگاهی تلاش می‌کردند. بعداً در نیمه اول هر دو تیم شروع به باز کردن بازی کردند، دینامو واضح‌ترین موقعیت گلزنی را داشت که توسط دروازه‌بان یانگ بویز دفع شد. نیمه دوم مانند نیمه اول شروع شد. دینامو این بار بیشتر دفاعی بازی کرد. در حالی که نیمه به پایان می‌رسید هر دو تیم باز شدند. با وجود فرصت‌هایی که برای هر دو تیم وجود داشت، بازی با تساوی ۰–۰ به پایان رسید.
آخرین حریف سوئیسی دینامو، لوتسرن بود. دینامو تقریباً یازده بازیکن بازی قبلی خود را برای این بازی انتخاب کرد. برخلاف بازی قبلی، این دینامو بود که اعتماد به نفس بیشتری در مالکیت توپ داشت و لوتسرن به ضد حملات متکی بود. در دقیقه ۱۶ دینامو پس از خطای دروازه‌بان لوتسرن در محوطه جریمه، گل اول را از روی نقطه پنالتی به ثمر رساند و دینامو بعد از دقیقه ۲۴ به برتری ۲–۰ رسید. در نیمه دوم لوتسرن حملات بیشتری را آغاز کرد و باعث شد دفاع دینامو مشکلات بیشتری ایجاد کند. دفاع دینامو موفق شد حملات لوتسرن را پشت سر بگذارد تا اینکه یک اشتباه دفاعی فرصتی را برای لوتسرن در اواخر بازی برای گلزنی فراهم کرد و بازی با نتیجه ۲–۱ به سود دینامو به پایان رسید. بخش سوئیس تور دینامو شاهد ۲ برد، ۲ تساوی و ۱ شکست در ۵ بازی بود.

### فرانسه و بلژیک
دینامو پس از بازی‌های خود در سوئیس، خود را برای بازی مقابل حریف فرانسوی خود، المپیک لیون آماده کرد. در اولین بازی، هر دو تیم بازی را خوب شروع کردند و دینامو از روی پنالتی شانس زودی برای گلزنی داشت. پنالتی به تیرک دروازه برخورد کرد، اما دیری نگذشت که دنیس آنتیوخ، گلی را به ثمر رساند و دینامو را با برتری به نیمه دوم فرستاده شد. پس از پایان نیمه هر دو تیم برای گل بعدی بازی تلاش کردند و دینامو در دقیقه ۵۷ اختلاف خود را دو برابر کرد. لیون تقریباً بلافاصله با گل دقیقه ۶۰ پاسخ داد، اما نتوانست بازی را به تساوی بکشاند. دینامو بعدا بازهم به گل رسید تا پیروزی در بازی اول را تضمین کند.
بازی دوم کاملا برعکس بازی اول بود. لیون با وجود اینکه در نیمه دوم با نتیجه ۰–۰ پیش رفت، بر نیمه دوم مسلط شد و بازی را به راحتی با نتیجه ۳–۰ پیروز شد.
دینامو بعد از بازی با لیون، ۳ روز قبل از بازی بعدی خود مقابل رویال آنتورپ استراحت کرد. این آخرین بازی قبل از شروع رقابت‌های اروپایی آنها مقابل فنرباغچه بود. این بازی برای دینامو آماده‌سازی ایده‌آلی نبود، زیرا آنها در اوایل بازی عقب بودند، اما قبل از نیمه اول، بازی را مساوی کردند. آنتورپ در اواسط نیمه دوم دوباره برتری خود را افزایش داد و باعث شد دینامو فصل خود را با دو شکست آغاز کند.

### انگلیس
در آخرین بازی دینامو قبل از تمرکز کامل بر فصل پیش رو، این تیم مقابل تیم لیگ برتری اورتون بازی کرد. ویتالی میکولنکو در پنجره نقل و انتقالات قبل از حمله روسیه به اوکراین از دینامو کی‌یف به اورتون پیوست و با حضور در تور انگلیس و اورتون به عنوان حریف، چهره مهمی بود. در این بازی، اورتون زودتر به برتری رسید و دامینیک کالورت-لوین در دقیقه ۴ دروازه را باز کرد. دینامو در طول بازی تهدیداتی را نشان داد، اما پس از شکست در استفاده از دوره‌های غالب خود، دو گل نیمه دوم دوایت مک‌نیل، باعث شد که اورتون با نتیجه ۳–۰ پیش بیفتد. در حالی که نتیجه رسمی ۳–۰ بود، پل استراتن، هوادار ۴۴ ساله اورتون که در آغاز جنگ به پناهندگان اوکراینی کمک کرد، در پایان بازی به جای دله الی وارد زمین شد و یک گل پنالتی به ثمر رساند.

## تور شاختار
با توجه به اینکه شاختار قبلاً به فوتبال اروپا راه یافته بود، پیش فصل آنها خیلی دیرتر از دینامو شروع شد. شاختار تمرینات خود را در ۱۴ ژوئیه آغاز کرد. شاختار تصمیم گرفت یک هفته بعد تور دوم خود را با ۳ حریف هلندی آغاز کند و تا ۳۰ ژوپیه در روتردام برای یک اردوی آموزشی مستقر شود.

## مسابقات
برد تیم اوکراینی       مساوی       باخت تیم اوکراینی

#### دور اول
| ۹ آوریل ۲۰۲۲            | المپیاکوس   | ۱‍–۰ | شاختار دونتسک | آتن, یونان                                    |
| ای‌ای‌اس‌تی (یوتی‌سی ۳:۰۰+) | تیکینیو ۲۲' |    |               | ورزشگاه: ورزشگاه کارایسکاکیس تماشاگران: ۵,۰۰۰ |

| ۱۲ آوریل ۲۰۲۲                 | لگیا ورشو    | ۱–۳ | دینامو کی‌یف                  | ورشو, لهستان                                   |
| ۲۰:۳۰ سی‌ای‌اس‌تی (یوتی‌سی ۲:۰۰+) | استرزالک ۵۴' |     | بویالسکی ۴' · بسیدین ۵۶, ۷۱' | ورزشگاه: ورزشگاه ارتش لهستان تماشاگران: ۲۰,۰۰۰ |

| ۱۴ آوریل ۲۰۲۲               | گالاتاسرای | ۱–۳ | دینامو کی‌یف                              | استانبول, ترکیه                      |
| ۱۶:۰۰ تی‌آرتی (یوتی‌سی ۳:۰۰+) | باریش ۵۶'  |     | بویالسکی ۱۴' · بسیدین ۲۸' · سیگانکوف ۸۰' | ورزشگاه: ورزشگاه نف تماشاگران: ۶,۷۲۶ |

| ۱۳ آوریل ۲۰۲۲                | لخیا گدانسک                      | ۲–۳ | شاختار دونتسک             | گدانسک, لهستان                                 |
| ۱۹:۳۰ سی‌ای‌س‌تی (یوتی‌سی ۲:۰۰+) | دیاباته ۱۲' · اوکونیفسکی ۹۰+۲' · |     | مودریک ۷, ۵۸' · کدا ۹۰+۴' | ورزشگاه: ورزشگاه پی‌جی‌ئی آرنا تماشاگران: ۱۲,۶۲۰ |

| ۱۹ آوریل ۲۰۲۲               | فنرباغچه    | ۱–۰ | شاختار دونتسک | استانبول, ترکیه                                   |
| ۱۶:۰۰ تی‌آرتی (یوتی‌سی ۳:۰۰+) | والنسیا ۲۶' |     |               | ورزشگاه: ورزشگاه شکری سراج‌اوغلو تماشاگران: ۱۱,۷۸۱ |

| ۲۰ آوریل ۲۰۲۲                 | سی‌اف‌آر کلوژ | ۰–۰ | دینامو کی‌یف | کلوژ-نپوکا, رومانی                                        |
| ۲۱:۳۰ سی‌ای‌اس‌تی (یوتی‌سی ۲:۰۰+) |             |     |             | ورزشگاه: ورزشگاه دکتر کنستانتین رادولسکو تماشاگران: ۵,۰۰۰ |

| ۲۵ آوریل ۲۰۲۲               | آنتالیااسپور | ۱–۲ | شاختار دونتسک            | آنتالیا, ترکیه                            |
| ۲۰:۳۰ تی‌آرتی (یوتی‌سی ۳:۰۰+) | اردیلمن ۹'   |     | سولومون ۲۱' · توپالف ۷۶' | ورزشگاه: ورزشگاه آنتالیا تماشاگران: ۴,۵۰۰ |

| ۲۶ آوریل ۲۰۲۲                 | بروسیا دورتموند          | ۲–۳ | دینامو کی‌یف                  | دورتموند, آلمان                                             |
| ۱۸:۰۰ سی‌ای‌اس‌تی (یوتی‌سی ۲:۰۰+) | بینو-گیتنز ۴' · روته ۶۵' |     | بویالسکی ۹' · وانات ۱۱'، ۳۵' | ورزشگاه: ورزشگاه وستفالن تماشاگران: ۳۵,۰۰۰ داور: دنیس شورمن |

| ۲۸ آوریل ۲۰۲۲                 | دینامو زاگرب            | ۲–۲ | دینامو کی‌یف   | زاگرب, کرواسی                              |
| ۱۹:۰۰ سی‌ای‌اس‌تی (یوتی‌سی ۲:۰۰+) | ووکاتیچ ۲۹' · منالو ۳۸' |     | وانات ۸'، ۱۶' | ورزشگاه: ورزشگاه ماکسیمیر تماشاگران: ۴,۹۰۹ |

| ۱ مه ۲۰۲۲                     | هایدوک اسپلیت                       | ۳–۳ | شاختار دونتسک                           | اسپلیت, کرواسی                   |
| ۱۵:۰۰ سی‌ای‌اس‌تی (یوتی‌سی ۲:۰۰+) | مارین لیوبیچیچ ۱۰'، ۸۰' · لازار ۴۹' |     | توپالف ۵۹' · استاسیوک ۷۴' · بوریشوک ۹۰' | ورزشگاه: پولیود تماشاگران: ۶,۵۰۰ |

| ۴ مه ۲۰۲۲                     | بازل                      | ۲–۳ | دینامو کی‌یف                              | بازل, سوئیس                                                          |
| ۱۹:۰۰ سی‌ای‌اس‌تی (یوتی‌سی ۲:۰۰+) | سالائی ۴۳' · اسپوسیتو ۶۱' |     | کاراوایف ۲۳' · اندرییسکی ۷۸' · پوپوف ۸۱' | ورزشگاه: ورزشگاه سنت یاکوب پارک تماشاگران: ۱۵,۳۹۱ داور: استر استابلی |

| ۱۱ مه ۲۰۲۲                    | بروسیا مونشن‌گلادباخ | ۱–۲ | اوکراین                    | مونشن‌گلادباخ, آلمان                            |
| ۲۰:۴۵ سی‌ای‌اس‌تی (یوتی‌سی ۲:۰۰+) | ناس ۱۴'             |     | مودریک ۹' · پیخالیونوک ۸۲' | ورزشگاه: ورزشگاه بروسیا پارک تماشاگران: ۲۰,۲۲۳ |

| ۱۳ مه ۲۰۲۲                    | فلورا | ۰–۳ | دینامو کی‌یف                        | تالین, استونی                                    |
| ۱۹:۰۰ ای‌ای‌اس‌تی (یوتی‌سی ۳:۰۰+) |       |     | ولوشین ۱۶' · بوردا ۴۲' · وانات ۶۰' | ورزشگاه: ورزشگاه آ. له کوک آرنا تماشاگران: ۴,۵۵۰ |

| ۱۷ مه ۲۰۲۲                    | امپولی       | ۱–۳ | اوکراین                                     | امپولی, ایتالیا                 |
| ۲۰:۳۰ سی‌ای‌اس‌تی (یوتی‌سی ۲:۰۰+) | لامانتیا ۴۵' |     | یارمچوک ۲۶' · کاراوایف ۴۶' · پیخالیونوک ۵۳' | ورزشگاه: ورزشگاه کارلو کاستلانی |

| ۱۸ مه ۲۰۲۲                    | رییکا     | ۱–۱ | اوکراین    | رییکا, کرواسی                             |
| ۱۸:۰۰ سی‌ای‌اس‌تی (یوتی‌سی ۲:۰۰+) | درمیچ ۳۶' |     | هارماش ۲۳' | ورزشگاه: ورزشگاه روژویکا تماشاگران: ۲,۲۰۰ |

#### دور دوم
| ۲۶ ژوئن ۲۰۲۲                  | ایوردون اسپورت | ۱–۱ | دینامو کی‌یف | ایوردون لبن, سوئیس                        |
| ۱۶:۰۰ سی‌ای‌اس‌تی (یوتی‌سی ۲:۰۰+) | بییر ۷۱'       |     | یاتسیک ۱۴'  | ورزشگاه: ورزشگاه مونیسیپال تماشاگران: ۸۰۰ |

| ۲۹ ژوئن ۲۰۲۲                  | لوزان-اسپورت | ۲–۰ | دینامو کی‌یف | لوزان, سوئیس                              |
| ۲۰:۰۰ سی‌ای‌اس‌تی (یوتی‌سی ۲:۰۰+) | کویل ۵'، ۴۴' |     |             | ورزشگاه: ورزشگاه تویلیره تماشاگران: ۴,۰۵۰ |

| ۲ ژوئیه ۲۰۲۲                  | سیون | ۰–۱ | دینامو کی‌یف | ساویسی, سوئیس                            |
| ۱۸:۰۰ سی‌ای‌اس‌تی (یوتی‌سی ۲:۰۰+) |      |     | وانات ۳۵'   | ورزشگاه: ورزشگاه سن ژیرمن تماشاگران: ۸۰۰ |

| ۵ ژوئیه ۲۰۲۲                  | یانگ بویز | ۰–۰ | دینامو کی‌یف | فریبورگ, سوئیس                                            |
| ۲۰:۰۰ سی‌ای‌اس‌تی (یوتی‌سی ۲:۰۰+) |           |     |             | ورزشگاه: ورزشگاه یونیورسیتیر سنت-لئونارد تماشاگران: ۳,۰۰۰ |

| ۹ ژوئیه ۲۰۲۲                  | لوتسرن    | ۱–۲ | دینامو کی‌یف                  | لوتسرن, سوئیس                  |
| ۱۸:۰۰ سی‌ای‌اس‌تی (یوتی‌سی ۲:۰۰+) | امینی ۸۱' |     | سیگانکوف ۱۶' (پ) · وربیچ ۲۴' | ورزشگاه: ورزشگاه سوئیسپورارینا |

| ۱۲ ژوئیه ۲۰۲۲                 | المپیک لیون | ۱–۳ | دینامو کی‌یف                            | بورگوآن-ژلیو, فرانسه       |
| ۱۸:۰۰ سی‌ای‌اس‌تی (یوتی‌سی ۲:۰۰+) | العروش ۶۰'  |     | آنتیوخ ۲۸' · سوپریاها ۵۷' · ولوشین ۸۶' | ورزشگاه: ورزشگاه پیر راجون |

| ۱۲ ژوئیه ۲۰۲۲                 | المپیک لیون                    | ۳–۰ | دینامو کی‌یف | بورگوآن-ژلیو, فرانسه       |
| ۲۱:۰۰ سی‌ای‌اس‌تی (یوتی‌سی ۲:۰۰+) | لوکبا ۵۲' · بوئی ۷۳' · لگا ۷۶' |     |             | ورزشگاه: ورزشگاه پیر راجون |

| ۱۵ ژوئیه ۲۰۲۲                 | رویال آنتورپ         | ۲–۱ | دینامو کی‌یف  | آنتورپ, بلژیک          |
| ۲۰:۰۰ سی‌ای‌اس‌تی (یوتی‌سی ۲:۰۰+) | یانسن ۷' · بنسون ۷۰' |     | سیگانکوف ۴۰' | ورزشگاه: ورزشگاه بوسیل |

| ۲۲ ژوئیه ۲۰۲۲           | فورتونا سیتارد                 | ۳–۳ | شاختار دونتسک                          | سیتارد, هلند                    |
| سی‌ای‌اس‌تی (یوتی‌سی ۲:۰۰+) | نوسلین ۱۱'، ۶۹' · سئونتجنس ۱۴' |     | سیکن ۳۵' · استپاننکو ۴۵' · اوچرتکو ۶۵' | ورزشگاه: ورزشگاه فورتونا سیتارد |

| ۲۶ ژوئیه ۲۰۲۲           | آژاکس                             | ۳–۱ | شاختار دونتسک | آمستردام, هلند                    |
| سی‌ای‌اس‌تی (یوتی‌سی ۲:۰۰+) | تادیچ ۴۵' · برهایس ۷۳' · قدوس ۸۵' |     | مودریک ۳۳'    | ورزشگاه: ورزشگاه یوهان کرایف آرنا |

| ۲۹ ژوئیه ۲۰۲۲               | اورتون                          | ۳–۰ | دینامو کی‌یف | لیورپول, انگلیس               |
| ۱۹:۴۵ بی‌اس‌تی (یوتی‌سی ۱:۰۰+) | کالورت-لوین ۴' · مک‌نیل ۷۳'، ۷۸' |     |             | ورزشگاه: ورزشگاه گودیسون پارک |

| ۳۰ ژوئیه ۲۰۲۲                 | اوترخت                            | ۲–۲ | شاختار دونتسک              | اوترخت, هلند              |
| ۱۶:۳۰ سی‌ای‌اس‌تی (یوتی‌سی ۲:۰۰+) | ردان ۷' · کریوتسوف ۶۵' (گل‌به‌خودی) |     | بوندارنکو ۴۱' · کریسکو ۴۷' | ورزشگاه: ورزشگاه خوخنوارت |

| ۷ اوت ۲۰۲۲                    | رم                                                                              | ۵–۰ | شاختار دونتسک | رم, ایتالیا                |
| ۲۰:۴۵ سی‌ای‌اس‌تی (یوتی‌سی ۲:۰۰+) | پلگرینی ۱۹' · مانچینی ۴۱' · کونوپولیا ۴۵+۱' (گل‌به‌خودی) · زانیولو ۵۹' · بووه ۸۷' |     |               | ورزشگاه: ورزشگاه المپیک رم |

| ۱۰ اوت ۲۰۲۲                   | العداله | ۰–۱ | شاختار دونتسک          | بردو, اسلوونی                 |
| ۱۱:۰۰ سی‌ای‌اس‌تی (یوتی‌سی ۲:۰۰+) |         |     | الجمعان ۴۲' (گل‌به‌خودی) | ورزشگاه: مرکز ملی فوتبال بردو |

| ۱۰ اوت ۲۰۲۲                   | دمژاله | ۰–۳ | شاختار دونتسک                | دمژاله, اسلوونی            |
| ۱۹:۰۰ سی‌ای‌اس‌تی (یوتی‌سی ۲:۰۰+) |        |     | مودریک ۱۱'، ۳۲' · توپالف ۳۴' | ورزشگاه: پارک ورزشی دمژاله |

| ۱۵ اوت ۲۰۲۲                   | الفتح | ۰–۵ | شاختار دونتسک                                          | بردو, اسلوونی                 |
| ۱۱:۰۰ سی‌ای‌اس‌تی (یوتی‌سی ۲:۰۰+) |       |     | سیکن ۷'، ۳۷' · واکولا ۲۴' · کریوتسوف ۳۴' · ترائوره ۸۰' | ورزشگاه: مرکز ملی فوتبال بردو |

| ۱۵ اوت ۲۰۲۲                   | الفتح                                | ۳–۱ | شاختار دونتسک | بردو, اسلوونی                 |
| ۱۸:۰۰ سی‌ای‌اس‌تی (یوتی‌سی ۲:۰۰+) | کوئوا ۳۸' · الحربی ۸۰' · والرا ۸۰+۲' |     | مودریک ۲۹'    | ورزشگاه: مرکز ملی فوتبال بردو |

## جمع‌آوری کمک مالی
رویدادهای اصلی جمع‌آوری کمک‌های مالی، خود بازی‌های فوتبال هستند، با این حال جمع‌آوری کمک‌های مالی یا ابتکارات دیگر به افزایش پول از طریق کمک‌های مالی دیگر یا کمک به مردم برای حضور در بازی کمک کرده است.
اغلب، هر باشگاه روش خود را برای جمع‌آوری کمک‌های مالی سازماندهی می‌کرد که با پول جمع‌آوری‌شده از طریق فروش بلیت متفاوت بود، در حالی که در موارد دیگر، هواداران باشگاه در طول مسابقه کالاهایی را برای کمک به افرادی که در طول جنگ آواره شده‌اند اهدا می‌کردند. در حالی که در بسیاری از بازی‌ها مجموعه‌ای از مواد غذایی وجود داشت، هواداران المپیاکوس ۱۷۶ اسباب‌بازی را روی صندلی‌های داخل ورزشگاه گذاشتند تا به کودکان اوکراینی اهدا شوند، ۱۷۶ نفر همان تعداد کودکانی بودند که تا آن زمان در درگیری جان باختند. روشی که دینامو برای کمک به فروش بلیت استفاده کرد، شامل موسیقی زنده در اکثر مسابقات آنها بود، به طوری که سه بازی از شش بازی دارای موسیقی زنده (لگیا، کلوژ، و فلورا) و حداقل شش آهنگ بودند که توسط خوانندگان اوکراینی خوانده شده بود. در حالی که هر هوادار حاضر با پاسپورت اوکراینی می‌توانست هر بازی را به صورت رایگان تماشا کند، بنیاد گدانسک طرحی را راه‌اندازی کرد که در آن هواداران همچنان می‌توانستند بلیت اوکراینی‌هایی را که بازی را تماشا می‌کردند، پرداخت کنند. این جمع‌آوری کمک مالی معادل ۶۸۰۰zł جمع‌آوری کرد که برای پوشش بلیت‌های ۶۸۰ اوکراینی ساکن در گدانسک کافی بود. بروسیا دورتموند با فروش مچ بندهایی که حمایت از اوکراین را نشان می‌داد به جمع‌آوری سرمایه کمک کرد، در حالی که دینامو زاگرب با فروش شال گردن‌های یادبود و تعداد محدودی از پیراهن‌های ویژه فوتبال به جمع‌آوری سرمایه کمک کرد. بازل ورود رایگان را به همه هواداران حاضر در ورزشگاه ارائه کرد و هر هوادار هر چقدر که می‌خواست برای بلیط خود کمک مالی کرد. بازل همچنین میزبان یک شام خیریه قبل از مسابقه برای جمع‌آوری بودجه اضافی بود.
در حالی که این موضوع جمع‌آوری کمک‌های مالی هر باشگاه برای امور خیریه را برجسته نمی‌کند، اما حمایت و رفاقت بین باشگاه‌های میزبان و تیم‌های اوکراینی مهمان و اشتیاق برای کمک به حمایت از پناهندگان آواره اوکراینی را برجسته می‌کند.
| اطلاعات       | اطلاعات             | اطلاعات  | کمک مالی      | کمک مالی      | کمک مالی      |
| تاریخ         | تیم                 | تماشاگر  | گریونا (₴)    | یورو (€)      | منبع          |
| ------------- | ------------------- | -------- | ------------- | ------------- | ------------- |
| ۹ آوریل ۲۰۲۲  | المپیاکوس           | ۵,۰۰۰    | ₴۳.۲ میلیون   | €۱۰۲ هزار     | [ ۸۸ ] [ ۸۹ ] |
| ۱۲ آوریل ۲۰۲۲ | لگیا ورشو           | ۲۰,۰۰۰   | ₴۷ میلیون     | €۲۲۰ هزار     | [ ۹۰ ]        |
| ۱۴ آوریل ۲۰۲۲ | گالاتاسرای          | ۶,۷۲۶    | [ نکته ۱ ]    | [ نکته ۱ ]    | [ ۹۱ ]        |
| ۱۴ آوریل ۲۰۲۲ | لخیا گدانسک         | ۱۲,۶۲۰   | ₴۲.۵ میلیون   | €۷۸ هزار      | [ ۹۲ ]        |
| ۱۹ آوریل ۲۰۲۲ | فنرباغچه            | ۱۱,۷۸۱   | ₴۵ میلیون     | €۱۵۵ هزار     | [ ۹۳ ]        |
| ۲۰ آوریل ۲۰۲۲ | سی‌اف‌آر کلوژ         | ۵,۰۰۰    | [ نکته ۱ ]    | [ نکته ۱ ]    | [ ۹۴ ]        |
| ۲۵ آوریل ۲۰۲۲ | آنتالیااسپور        | ۴,۵۰۰    | ₴۵۰۰ هزار     | €۱۶ هزار      | [ ۹۵ ]        |
| ۲۶ آوریل ۲۰۲۲ | بروسیا دورتموند     | ۳۵,۰۰۰   | ₴۱۲.۸ میلیون  | €۴۰۰ هزار     | [ ۹۶ ]        |
| ۲۸ آوریل ۲۰۲۲ | دینامو زاگرب        | ۴,۹۰۹    | ₴۱.۱ میلیون   | €۳۵ هزار      | [ ۹۷ ]        |
| ۱ مه ۲۰۲۲     | هایدوک اسپلیت       | ۶,۵۰۰    | ₴۲ میلیون     | €۶۶ هزار      | [ ۹۸ ]        |
| ۴ مه ۲۰۲۲     | بازل                | ۱۵,۳۹۱   | ₴۳ میلیون     | €۹۷ هزار      | [ ۹۹ ]        |
| ۱۱ مه ۲۰۲۲    | بروسیا مونشن‌گلادباخ | ۲۰,۲۲۳   | [ نکته ۳ ]    | [ نکته ۳ ]    | [ ۱۰۰ ]       |
| ۱۳ مه ۲۰۲۲    | فلورا               | ۴,۵۵۰    | ₴۵۶۹ هزار     | €۱۸ هزار      | [ ۱۰۱ ]       |
| ۱۷ مه ۲۰۲۲    | امپولی              | نامشخص   | [ نکته ۳ ]    | [ نکته ۳ ]    | [ ۱۰۲ ]       |
| ۱۸ مه ۲۰۲۲    | رییکا               | ۲,۲۰۰    | [ نکته ۴ ]    | [ نکته ۴ ]    |               |
| ۲۶ ژوئن ۲۰۲۲  | ایوردون اسپورت      | ۸۰۰      | [ نکته ۵ ]    | [ نکته ۵ ]    |               |
| ۲۹ ژوئن ۲۰۲۲  | لوزان-اسپورت        | ۴,۰۵۰    | [ نکته ۵ ]    | [ نکته ۵ ]    |               |
| ۲ ژوئیه ۲۰۲۲  | سیون                | ۸۰۰      | [ نکته ۵ ]    | [ نکته ۵ ]    |               |
| ۵ ژوئیه ۲۰۲۲  | یانگ بویز           | ۳,۰۰۰    | [ نکته ۵ ]    | [ نکته ۵ ]    |               |
| ۹ ژوئیه ۲۰۲۲  | لوتسرن              | نامشخص   | [ نکته ۵ ]    | [ نکته ۵ ]    |               |
| ۱۲ ژوئیه ۲۰۲۲ | المپیک لیون         | نامشخص   | [ نکته ۵ ]    | [ نکته ۵ ]    |               |
| ۱۵ ژوئیه ۲۰۲۲ | رویال آنتورپ        | نامشخص   | [ نکته ۵ ]    | [ نکته ۵ ]    |               |
| ۲۲ ژوئیه ۲۰۲۲ | فورتونا سیتارد      | ۷۵۰      | [ نکته ۶ ]    | [ نکته ۶ ]    | [ ۱۰۳ ]       |
| ۲۶ ژوئیه ۲۰۲۲ | آژاکس               | نامشخص   | ₴۵.۱ میلیون   | €۱۳۴ هزار     | [ ۱۰۴ ]       |
| ۲۹ ژوئیه ۲۰۲۲ | اورتون              | ۳۰,۰۰۰   | [ نکته ۵ ]    | [ نکته ۵ ]    |               |
| ۳۰ ژوئیه ۲۰۲۲ | اوترخت              | ۸,۵۱۱    | [ نکته ۶ ]    | [ نکته ۶ ]    | [ ۱۰۵ ]       |
| ۷ اوت ۲۰۲۲    | رم                  | ۶۵,۳۰۳   | ₴۱۳.۳ میلیون  | €۳۵۰ هزار     | [ ۱۰۶ ]       |
| ۱۰ اوت ۲۰۲۲   | العداله             | نامشخص   | [ نکته ۶ ]    | [ نکته ۶ ]    | [ ۱۰۷ ]       |
| ۱۰ اوت ۲۰۲۲   | دمژاله              | نامشخص   | [ نکته ۷ ]    | [ نکته ۷ ]    |               |
| ۱۵ اوت ۲۰۲۲   | الفتح               | نامشخص   | [ نکته ۶ ]    | [ نکته ۶ ]    | [ ۱۰۸ ]       |
| مجموع         | مجموع               | ۲۴۶,۰۹۴+ | ₴۷۸.۷۱ میلیون | €۲.۱۸۸ میلیون | [ نکته ۸ ]    |

در حالی که خود بازی‌ها بخشی از تور خیریه نبودند، فدراسیون فوتبال اوکراین از طریق فروش بلیت مجازی تیم‌های ملی مسابقات مقدماتی جام جهانی مقابل اسکاتلند و ولز و بازی‌های لیگ ملت‌های اروپا مقابل ایرلند (خانه و خارج از خانه) و ارمنستان، کمک مالی بیشتری جمع‌آوری کرد. برای مثال، بازی مقابل ولز به جمع‌آوری ۱۹۹₴ هزار (۶۳۶۰ یورو) اضافی کمک کرد. در مجموع پنج بازی به جمع‌آوری ۷۷۰ هزار₴ (۲۴۷۸۴ یورو) کمک کردند، که همه آنها به ابتکار یونایتد۲۴ برای کمک به بازسازی اوکراین پس از جنگ منتقل شد.
دینامو کی‌یف همچنین در طول دورهای مقدماتی لیگ قهرمانان، کمک مالی بیشتری جمع آوری کرد، جایی که یک کیوآر کد که در تمام مسابقات در تلویزیون نشان داده می‌شد، افرادی را که تصویر را اسکن می‌کردند به صفحه کمک مالی فرستاد.
نکات
1. 1 2  دینامو کی‌یف اعلام کرد که از ۵ بازی خود در آوریل ۲۲₴ میلیون (۶۹۰ هزار یورو) جمع‌آوری کرده است. پس از کسر مبالغ جمع‌آوری شده از لگیا ورشو، بروسیا دورتموند و دینامو زاگرب، حدس زده می‌شود که بازی های گالاتاسرای و کلوژ به طور مشترک در مجموع ۱.۱₴ میلیون (۳۵ هزار یورو) جمع‌آوری کرده‌اند. با توجه به اعلام نشدن ارقام رسمی، رقم افزایش‌یافته را نمی‌توان به هیچ یک از باشگاه‌ها ضمیمه کرد، اما ۱.۱₴ میلیون و ۳۵ هزار یورو به مجموع مبالغ جمع‌آوری‌شده در انتهای جدول اضافه شده است.
2. ↑  شاختار دونتسک اعلام کرد که از ۵ بازی تور خود ۱۳.۲ میلیون پوند (۴۲۳ هزار یورو) جمع آوری کرده است. بازی با آنتالیااسپور تنها بازی شاختار بود که پیش از این اعلام نکرده بود که چقدر از این بازی جمع‌آوری شده است. پس از کسر مبالغ جمع‌آوری‌شده از المپیاکوس، لخیا گدانسک، فنرباغچه و هایدوک اسپلیت، به نظر می‌رسد که بازی آنتالیااسپور در مجموع ۵۰۰₴ هزار (۱۶ هزار یورو) جمع‌آوری کرده است.
3. 1 2  اوکراین اعلام کرد که از بازی‌های خود با بروسیا و امپولی ۴,۳۲۳,۸۲۷₴ (۱۳۶ هزار یورو) جمع‌آوری کرده است. با توجه به اعلام نشدن ارقام رسمی برای هر باشگاه، مبلغ پولی برای هر یک از باشگاه‌ها نشان داده نشده است، اما مجموع مبالغ جمع‌آوری شده به انتهای جدول اضافه شده است.
4. ↑  نه اوکراین و نه رییکا مبلغ جمع‌آوری شده از این مسابقه را اعلام نکردند.
5. 1 2 3 4 5 6 7 8  مسابقات دینامو کی‌یف و حریفانش ایوردون اسپورت، لوزان اسپورت، سیون، یانگ بویز، لوتسرن، المپیک لیون، رویال آنتورپ و اورتون هیچ اعلامیه رسمی مبنی بر اینکه چقدر پول جمع‌آوری شده است، نداشتند.
6. 1 2 3 4  شاختار دونتسک پس از پایان تور خود اعلام کرد که از ۱۳ بازی خود ۴۴₴ میلیون (۱.۲ میلیون یورو) جمع‌آوری کرده است. مبالغ جمع‌آوری شده برای بازی با المپیاکوس، لخیا گدانسک، فنرباغچه، آنتالیااسپور، هایدوک اسپلیت، آژاکس و رم شناخته شده است. این ۷ بازی در مجموع ۳۱.۶₴ میلیون جمع‌آوری کردند، که نشان می‌دهد ۱۲.۴₴ میلیون دیگر از بازی با فورتونا سیتارد، اوترخت، العداله، دمژاله و الفتح (۲ بار) به دست آمده است. با این حال آمار و ارقام به دست آمده از این بازی‌ها به طور رسمی منتشر نشده است.
7. ↑  باشگاه دمژاله اعلام کرد که به دلیل بازی با شاختار توانسته است برای غذای ۱۲۵ پناهجوی اوکراینی در اسلوونی بودجه جمع‌آوری کند، اما هیچ رقم رسمی برای بازی اعلام نشد.
8. ↑  با توجه به نوسانات نرخ تبدیل از زمان شروع تهاجم، ارقام ذکر شده در بخش یورو تا حد امکان نسبت به زمان بازی‌ها دقیق است. بیشتر ارقام منتشر شده از پول جمع‌آوری شده در گریونا بوده است و بنابراین این ارز دقیق‌ترین رقم است.

### کمک‌های اهدایی
پس از شروع جنگ، یک پروژه مشترک با هماهنگی شاختار سوشیال (یک سازمان غیرانتفاعی شاختار دونتسک)، شبکه فوتبال اروپایی برای توسعه (ای‌اف‌دی‌ان، یک سازمان غیرانتفاعی مستقر در هلند) و بنیاد لگیا (یک سازمان غیرانتفاعی لگیا ورشو) راه‌اندازی شد، و لگیا ورشو ورزشگاه خود را برای کار به عنوان مرکز تدارکات ارائه داد. تا ۲۸ آوریل ۲۰۲۲، ۲ ماه پس از شروع جنگ، ۹ تُن کمک‌های بشردوستانه از ای‌اف‌دی‌ان (هلند)، بنیاد لگیا (لگیا ورشو، لهستان)، بنیاد بنفیکا (پرتغال)، ای‌اف‌سی ویمبلدون، استون ویلا، بلکبرن روورز، چسترفیلد، کولچستر یونایتد، فاندیشین ۹۲ (یک موسسه خیریه سالفورد سیتی) و لستر سیتی (همه در انگلیس)، خنت (بلژیک)، هارت آف میدلوتیان، مونتروز (هر دو از اسکاتلند)، و شالکه ۰۴ (آلمان) جمع‌آوری و اهدا شد. کمک‌های ارائه شده شامل تشک، بالش، پتو، کیسه خواب، لباس، غذا، دارو، آب و غذای کودک بود.
در ۲ ژوئن ۲۰۲۲، ۲۰ تن کمک از پول جمع‌آوری شده از طریق بازی با لخیا گدانسک اهدا شد. ۷۸ هزار یورو جمع‌آوری‌شده در این مسابقه به پرداخت اقلام ضروری برای ۸۰۰ پناهجوی اوکراینی مقیم گدانسک و دولت محلی کمک کرد. و بنیاد گدانسک، ورزشگاه پی‌جی‌ئی آرنا، کنسولگری اوکراین در گدانسک، به آماده‌سازی ۲۰ تن کمک و سازماندهی کالاها به مرکز پناهگاه شاختار در لویو آرنا ارسال کمک کرد. کمک‌های گدانسک شامل غذا، نوشیدنی، اقلام بهداشتی، ظروف یکبار مصرف و لوازم خانگی بود. در ۷ ژوئن مقدار نامعلومی از کمک‌های بشردوستانه توسط اتحادیه فوتبال اسرائیل اهدا شد.
در ۶ ژوئیه ۲۰۲۲، شاختار اعلام کرد که بخشی از پول جمع‌آوری‌شده در بازی‌های آنها به نبرد سربازان اوکراینی اختصاص یافته است، و ۷۵۰ کلاه ایمنی برای سربازان و ۱۵۰۰ جعبه کمک‌های اولیه به نیروهای مسلح اهدا شده است.

## آمار

### تیم‌ها
| تیم           | بازی | برد | مساوی | باخت | گ‌ز | گ‌خ | ت‌گ |
| ------------- | ---- | --- | ----- | ---- | -- | -- | -- |
| دینامو کی‌یف   | ۱۶   | ۸   | ۴     | ۴    | ۲۵ | ۲۲ | +۳ |
| شاختار دونتسک | ۱۳   | ۵   | ۳     | ۵    | ۲۴ | ۲۴ | ۰  |
| اوکراین       | ۳    | ۲   | ۱     | ۰    | ۶  | ۳  | +۳ |
| مجموع         | ۳۲   | ۱۵  | ۸     | ۹    | ۵۵ | ۴۹ | +۶ |

### گلزنان

#### ۷ گل
- میخایلو مودریک (شاختار دونتسک/اوکراین)

۶ گل
- ولادیسلاو وانات (دینامو کی‌یف)

۳ گل
- آرتم بسیدین (دینامو کی‌یف)
- ویتالی بویالسکی (دینامو کی‌یف)
- دیمیترو توپالف (شاختار دونتسک)
- ویکتور سیگانکوف (دینامو کی‌یف)
- گل به خودی

۲ گل
- ترائه کویل (لوزان-اسپورت)
- اولکساندر کاراوایف (دینامو کی‌یف|اوکراین)
- مارین لیوبیچیچ (هایدوک اسپلیت)
- دوایت مک‌نیل (اورتون)
- تیجانی نوسلین (فورتونا سیتارد)
- الکساندر پیخالیونوک (اوکراین)
- دنیلو سیکن (شاختار دونتسک)
- ویکنتی ولوشین (دینامو کی‌یف)

۱ گل
- فهد الحربی (الفتح)
- الکساندر اندرییسکی (دینامو کی‌یف)
- دنیس آنتیوخ (دینامو کی‌یف)
- مانوئل بنسون (رویال آنتورپ)
- استیون برهایس (آژاکس)
- برایان بییر (ایوردون اسپورت)
- آرتم بوندارنکو (شاختار دونتسک)
- اندری بوریشوک (شاختار دونتسک)
- فیلیپه بوئی (المپیک لیون)
- ادواردو بووه (رم)
- میکیتا بوردا (دینامو کی‌یف)
- جیمی بینو-گیتنز (بروسیا دورتموند)
- دامینیک کالورت-لوین (اورتون)
- کریستین کوئوا (الفتح)
- باسیکو دیاباته (لخیا گدانسک)
- یوسیپ درمیچ (رییکا)
- محمد العروش (المپیک لیون)
- لوریک امینی (لوتسرن)
- مصطفی اردیلمن (آنتالیااسپور)
- سباستیانو اسپوسیتو (بازل)
- دنیس هارماش (اوکراین)
- وینسنت یانسن (رویال آنتورپ)
- دیمیترو کدا (شاختار دونتسک)
- دیمیترو کریسکو (شاختار دونتسک)
- سرگئی کریوتسوف (شاختار دونتسک)
- محمد قدوس (آژاکس)
- آندریا لامانتیا (امپولی)
- فرانجو لازار (هایدوک اسپلیت)
- سیکو لگا (المپیک لیون)
- کاستلو لوکبا (المپیک لیون)
- جانلوکا مانچینی (رم)
- لوکا منالو (دینامو زاگرب)
- کانر ناس (بروسیا مونشن‌گلادباخ)
- اوله اوچرتکو (شاختار دونتسک)
- کریستین اوکونیفسکی (لخیا گدانسک)
- لورنتزو پلگرینی (رم)
- دنیس پوپوف (دینامو کی‌یف)
- دایشان ردان (اوترخت)
- تام روته (بروسیا دورتموند)
- متس سئونتجنس (فورتونا سیتارد)
- تیکینیو سوارس (المپیاکوس)
- منور سولومون (شاختار دونتسک)
- پترو استاسیوک (شاختار دونتسک)
- تاراس استپاننکو (شاختار دونتسک)
- ایگور استرزالک (لگیا ورشو)
- ولادیسلاو سوپریاها (دینامو کی‌یف)
- آدام سالائی (بازل)
- دوشان تادیچ (آژاکس)
- لاسینا ترائوره (شاختار دونتسک)
- ولادیسلاو واکولا (شاختار دونتسک)
- انر والنسیا (فنرباغچه)
- الکس والرا (الفتح)
- بنجامین وربیچ (دینامو کی‌یف)
- میلان ووکاتیچ (دینامو زاگرب)
- رومن یارمچوک (اوکراین)
- اولکساندر یاتسیک (دینامو کی‌یف)
- یاریش ییلماز (گالاتاسرای)
- نیکولو زانیولو (رم)

## کنسرت‌های دینامو کی‌یف
آن بازی‌هایی که دینامو در طول شب و در دور اول تور انجام داد، دارای کنسرتی بود که در آن خوانندگان اوکراینی قبل از بازی، در نیمه وقت و بعد از بازی آهنگ می‌خواندند. اولین کنسرتی که با یک بازی در این تور همراه شد، بازی دینامو در مقابل لگیا ورشو بود که دو کنسرت در پی داشت. بازی دینامو با گالاتاسرای در بعدازظهر برگزار شد و هیچ اجرای خوانندگان اوکراینی نداشت و تنها بازی دوستانه دینامو در مرحله اول تور بود که کنسرتی نداشت.
در اولین بازی دینامو پس از از سرگیری تور، مقابل ایوردون اسپورت، هیچ خواننده‌ای نیز حضور نداشت. خوانندگان برای دومین بازی برگشتند و مقابل لوزان-اسپورت حضور داشتند، با این حال در مسابقه فقط دو آهنگ توسط خوانندگان حرفه‌ای خوانده شده بود.
| اطلاعات                          | فهرست آهنگ‌ها | فهرست آهنگ‌ها |
| -------------------------------- | ------------ | --- |
| ۱. ۱۲ آوریل ۲۰۲۲ لگیا ورشو       | قبل بازی     | سرود ملی اوکراین - گروه کر محلی اوکراینی وریوفکا "اوه، بداغ قرمز در علفزار" - گروه کر محلی اوکراینی وریوفکا |
| ۱. ۱۲ آوریل ۲۰۲۲ لگیا ورشو       | بعد بازی     | "تصور کن" - کاترینا پاولنکو و کارولینا سیچا "عاشقان" - جولیا سانینا "سر و صدا" - کاترینا پاولنکو "اوکراین، من هستم" - تینا کارول "اوه، بداغ قرمز در علفزار" - دوروفیوا، کاترینا پاولنکو، جولیا سانینا و تینا کارول |
| ۲. ۲۰ آوریل ۲۰۲۲ سی‌اف‌آر کلوژ     | قبل بازی     | سرود ملی اوکراین - جولیا سانینا |
| ۲. ۲۰ آوریل ۲۰۲۲ سی‌اف‌آر کلوژ     | نیمه وقت     | "عاشقان" - جولیا سانینا "سر و صدا" - کاترینا پاولنکو "رقص‌های وحشی" - روسلانا "اوه، بداغ قرمز در علفزار" - دوروفیوا، کاترینا پاولنکو، جولیا سانینا و روسلانا                                                        |
| ۲. ۲۰ آوریل ۲۰۲۲ سی‌اف‌آر کلوژ     | بعد بازی     | "تصور کن" - روسلانا و آدلا تودوران |
| ۳. ۲۶ آوریل ۲۰۲۲ بروسیا دورتموند | قبل بازی     | سرود ملی اوکراین - جولیا سانینا |
| ۳. ۲۶ آوریل ۲۰۲۲ بروسیا دورتموند | نیمه وقت     | "۱۹۴۴" - جامالا "آو ماریا" - جامالا |
| ۴. ۲۸ آوریل ۲۰۲۲ دینامو زاگرب    | قبل بازی     | سرود ملی اوکراین - میشل آندرادی |
| ۴. ۲۸ آوریل ۲۰۲۲ دینامو زاگرب    | نیمه وقت     | "اوه، بداغ قرمز در علفزار" - میشل آندرادی |
| ۵. ۴ مه ۲۰۲۲ بازل                | قبل بازی     | "ویلنا" - تینا کارول سرود ملی اوکراین - تینا کارول |
| ۵. ۴ مه ۲۰۲۲ بازل                | نیمه وقت     | دو آهنگ از باسکی |
| ۵. ۴ مه ۲۰۲۲ بازل                | بعد بازی     | "تصور کن" - اینسا هریتساینکو |
| ۶. ۱۳ مه ۲۰۲۲ فلورا              | قبل بازی     | "میستو ماری" - آلیا سرود ملی اوکراین - آلیونا آلیونا و تاراس توپول |
| ۶. ۱۳ مه ۲۰۲۲ فلورا              | نیمه وقت     | "نگهم دار" - کریستینا سولووی و کسنیا رسنیتسکا "دعا" - آلیونا آلیونا و جری هیل "اوه، بداغ قرمز در علفزار" - آلیونا آلیونا، جری هیل و کریستینا سولووی                                                                |
| ۶. ۱۳ مه ۲۰۲۲ فلورا              | بعد بازی     | "تصور کن" - ورا ککلیا، مارتا آدامچوک و تانیا |
| ۷. ۲۹ ژوئن ۲۰۲۲ لوزان-اسپورت     | قبل بازی     | سرود ملی اوکراین - ان‌کی |
| ۷. ۲۹ ژوئن ۲۰۲۲ لوزان-اسپورت     | بعد بازی     | "تصور کن" - کولا و اینسا هریتساینکو |
| ۸. ۱۵ ژوئیه ۲۰۲۲ رویال آنتورپ    | قبل بازی     | سرود ملی اوکراین - دوروفیوا |
| ۸. ۱۵ ژوئیه ۲۰۲۲ رویال آنتورپ    | بعد بازی     | "تصور کن" - اینسا هریتساینکو و الکساندرا زاریتسکا |

      حضور داشته       حضور نداشته
| خواننده                       | ۱ | ۲ | ۳ | ۴ | ۵ | ۶ | ۷ | ۸ |
| ----------------------------- | - | - | - | - | - | - | - | - |
| آلیونا آلیونا                 |   |   |   |   |   |   |   |   |
| آلیا                          |   |   |   |   |   |   |   |   |
| مارتا آدامچوک                 |   |   |   |   |   |   |   |   |
| میشل آندرادی                  |   |   |   |   |   |   |   |   |
| دوروفیوا                      |   |   |   |   |   |   |   |   |
| جری هیل                       |   |   |   |   |   |   |   |   |
| اینسا هریتساینکو              |   |   |   |   |   |   |   |   |
| جامالا                        |   |   |   |   |   |   |   |   |
| تینا کارول                    |   |   |   |   |   |   |   |   |
| ورا ککلیا                     |   |   |   |   |   |   |   |   |
| کولا                          |   |   |   |   |   |   |   |   |
| کاترینا پاولنکو               |   |   |   |   |   |   |   |   |
| ان‌کی                          |   |   |   |   |   |   |   |   |
| روسلانا                       |   |   |   |   |   |   |   |   |
| جولیا سانینا                  |   |   |   |   |   |   |   |   |
| کریستینا سولووی               |   |   |   |   |   |   |   |   |
| تاراس توپول                   |   |   |   |   |   |   |   |   |
| گروه کر محلی اوکراینی وریوفکا |   |   |   |   |   |   |   |   |
| الکساندرا زاریتسکا            |   |   |   |   |   |   |   |   |

برخی از خوانندگان بیشتر برای گروه‌شان شناخته می‌شوند تا اینکه به عنوان یک هنرمند انفرادی باشند. آن دسته از خوانندگانی که در کنسرت‌ها شرکت کرده‌اند اما معمولاً عضوی از یک گروه هستند عبارتند از: آلیا (الکساندرا لیشچوک) - پامفلتس، کاترینا پاولنکو - گو-ای، جولیا سانینا - هاردکیس، تاراس توپول - آنتی بادیز، و الکساندرا زاریتسکا - کاکزا.
نکات
1. ↑  به دلیل جنگ تاراس توپول با دفاع سرزمینی اوکراین، او در حالی که در کنار هنگ خود ایستاده بود، صدای آوازش پخش می‌شد.

## پخش زنده
از آنجایی که این تور در چندین کشور برگزار شده است، و اغلب با اعلام بازی‌ها در کوتاه‌مدت، حقوق پخش بازی‌ها بر اساس بازی به بازی تعیین شده است. حقوق پخش در اوکراین در طول مسابقات یکسان باقی مانده است، اما با داشتن کانال‌های ورزشی خاص هر کشور، هر کشور جدیدی که بازدید می‌شود منجر به ایجاد حقوق پخش جدید شده است که باید تضمین شود. در بیشتر موارد، بازی‌ها در کانال‌های رایگان در کشور میزبان نمایش داده می‌شوند، و همه بازی‌ها نیز در کانال‌های یوتیوب باشگاه‌های مربوطه نمایش داده می‌شوند تا هر بازی در دسترس مخاطبان جهانی قرار گیرد.
از آنجایی که مرحله دوم تور کمتر تبلیغات داشت، پخش بازی‌ها در کانال‌های یوتیوب تیم‌ها ادامه پیدا کرد، اما حق پخش در هر کشور جداگانه در هر موردی به دست نیامد. ۵ بازی در داخل هر کشور پخش می‌شد، این بازی‌ها اغلب از تیم‌هایی بود که طرفداران بیشتری داشتند و بنابراین در صورت در دسترس بودن، احتمال بیشتری داشت که پخش را تماشا کنند، با این حال تیم‌های بزرگی مانند المپیک لیون نتوانستند پخش داخلی را تضمین کنند.
| کشور          | تیم                  | تلویزیون داخلی            | تلویزیون اوکراین       | بین‌المللی                        |
| ------------- | -------------------- | ------------------------- | ---------------------- | -------------------------------- |
| یونان         | المپیاکوس            | چنل ۱                     | فوتبال ۱               | شاختار دونتسک در یوتیوب          |
| لهستان        | لگیا ورشو            | تی‌وی‌پی                    | ۲+۲، کیف‌استار          | ۱+۱، دینامو کی‌یف در یوتیوب       |
| ترکیه         | گالاتاسرای           | گالاتاسرای تی‌وی، تی‌آرتی ۳ | ۲+۲، کیف‌استار، ام۱     | ۱+۱، دینامو کی‌یف در یوتیوب       |
| لهستان        | لخیا گدانسک          | پلست، پلست اسپورت         | فوتبال ۱               | شاختار دونتسک در یوتیوب          |
| ترکیه         | فنرباغچه             | تی‌وی ۸                    | فوتبال ۱               | شاختار دونتسک در یوتیوب          |
| رومانی        | سی‌اف‌آر کلوژ          | پریما تی‌وی                | ۲+۲، کیف‌استار، ام۱     | ۱+۱، دینامو کی‌یف در یوتیوب       |
| ترکیه         | آنتالیااسپور         | بدون حق                   | فوتبال ۱               | شاختار دونتسک در یوتیوب          |
| آلمان         | بروسیا دورتموند      | زد د اف                   | ۲+۲، کیف‌استار، ام۱     | ۱+۱، دینامو کی‌یف در یوتیوب       |
| کرواسی        | دینامو زاگرب         | اچ‌آرتی ۲                  | ۲+۲، کیف‌استار، ام۱     | ۱+۱، دینامو کی‌یف در یوتیوب       |
| کرواسی        | هایدوک اسپلیت        | اچ‌آرتی ۲                  | فوتبال ۱               | شاختار دونتسک در یوتیوب          |
| سوئیس         | بازل                 | بدون حق                   | ۲+۲، کیف‌استار، ام۱     | ۱+۱، دینامو کی‌یف در یوتیوب       |
| آلمان         | بروسیا مونشن گلادباخ | پروسیبن                   | فوتبال ۱، ایندیگو تی‌وی | اتحادیه فوتبال اوکراین در یوتیوب |
| استونی        | فلورا                | ای‌آرآر، ئی‌تی‌وی۲           | ۲+۲، کیف‌استار، ام۱     | ۱+۱، دینامو کی‌یف در یوتیوب       |
| ایتالیا       | امپولی               | بدون حق                   | فوتبال ۱، ایندیگو تی‌وی | اتحادیه فوتبال اوکراین در یوتیوب |
| کرواسی        | رییکا                | اچ‌آرتی ۲                  | فوتبال ۱، ایندیگو تی‌وی | اتحادیه فوتبال اوکراین در یوتیوب |
| سوئیس         | ایوردون اسپورت       | بدون حق                   | بدون حق                | دینامو کی‌یف در یوتیوب            |
| سوئیس         | لوزان-اسپورت         | بدون حق                   | بدون حق                | دینامو کی‌یف در یوتیوب            |
| سوئیس         | سیون                 | بدون حق                   | بدون حق                | دینامو کی‌یف در یوتیوب            |
| سوئیس         | یانگ بویز            | بدون حق                   | بدون حق                | دینامو کی‌یف در یوتیوب            |
| سوئیس         | لوتسرن               | بدون حق                   | بدون حق                | دینامو کی‌یف در یوتیوب            |
| فرانسه        | المپیک لیون (۲ بار)  | بدون حق                   | بدون حق                | دینامو کی‌یف در یوتیوب            |
| بلژیک         | رویال آنتورپ         | ایلون                     | ۲+۲، کیف‌استار، ام۱     | ۱+۱، دینامو کی‌یف در یوتیوب       |
| هلند          | فورتونا سیتارد       | بدون حق                   | بدون حق                | شاختار دونتسک در یوتیوب          |
| هلند          | آژاکس                | زیگو                      | میگوگو، اکس‌اسپورت      | شاختار دونتسک در یوتیوب          |
| انگلستان      | اورتون               | دازون، ای‌اس‌پی‌ان پلاس      | ۲+۲، کیف‌استار، ام۱     | ۱+۱، دینامو کی‌یف در یوتیوب       |
| هلند          | اوترخت               | ای‌اس‌پی‌ان                  | میگوگو، اکس‌اسپورت      | شاختار دونتسک در یوتیوب          |
| ایتالیا       | رم                   | دازون                     | میگوگو، اکس‌اسپورت      | شاختار دونتسک در یوتیوب          |
| عربستان سعودی | العداله              | بدون حق                   | بدون حق                | شاختار دونتسک در یوتیوب          |
| اسلوونی       | دمژاله               | بدون حق                   | بدون حق                | شاختار دونتسک در یوتیوب          |
| عربستان سعودی | الفتح (۲ بار)        | بدون حق                   | بدون حق                | شاختار دونتسک ۱ در یوتیوب        |